# Paracelse
Pour les articles homonymes, voir Paracelsus.
Pour l’article ayant un titre homophone, voir Paracels.
Paracelse ou Paracelsus, dont le nom d'origine est Philippus Theophrastus Aureolus Bombast von Hohenheim, né le 10 novembre 1493 à Einsiedeln (en Suisse centrale) et mort le 24 septembre 1541 à Salzbourg (aujourd'hui en Autriche), est un médecin, philosophe et alchimiste, mais aussi théologien laïc suisse, d’expression allemande (de dialecte alémanique).
Ce fut un médecin-chirurgien innovateur en thérapeutique, un philosophe de la nature concevant les phénomènes naturels comme des processus alchimiques de transformation, un théoricien des forces surnaturelles et un rebelle s'en prenant parfois avec virulence aux institutions et aux traditions. Paracelse, philosophe, est un théoricien du Grand Tout, toujours animé par le désir de pénétrer la nature profonde des choses, attiré aussi bien par la Nature que par le royaume de Dieu. Sa pensée foisonnante, exubérante, est à l'image de l'homme rebelle, truculent, profondément croyant, se pensant sur la fin de sa vie, comme le médecin-prophète du dernier âge.
Paradoxalement, sa philosophie de la nature d'inspiration chrétienne et alchimiste, centrée sur Dieu, allait dans les siècles suivants, fournir un cadre intellectuel plus fructueux au développement de la médecine chimique moderne que la philosophie de la nature, rationaliste et naturaliste de la médecine galéniste, dominante à l'époque, mais qui était devenue dogmatique et sclérosée. Toutefois, le paradoxe n'est qu'apparent, car le système de pensée de Paracelse n'était pas à prendre ou à laisser en totalité ; seuls quelques éléments provenant de la pratique médicale pouvaient être gardés.
Dans son œuvre immense, toute imprégnée de la «magie naturelle» propre à la Renaissance, se trouvaient quelques idées fortes et innovantes qui semblent avoir impulsé (ou parfois seulement préfiguré) les recherches ultérieures des médecins paracelsiens sur la voie d'une approche ontologique des maladies, de l'extraction des principes actifs des substances, de l'usage interne des médicaments chimiques ou des remèdes psychoactifs.
En somme, Paracelse initie le tournant de la médecine galénique vers la médecine moderne basée sur la biochimie, en déstabilisant les édifices galénique et aristotélicien et en ouvrant la voie à la physiologie expérimentale.
On peut aussi considérer que la pensée de Paracelse est le point de départ du long processus de séparation de la chimie de l'alchimie. Les travaux de nombreux savants sur deux siècles et demi permirent de se libérer des excès métaphysiques de Paracelse et en s'appuyant sur les expériences de laboratoire d'aboutir à la révolution chimique de Lavoisier des années 1787-1789.

## Biographie

### Origines familiales
Paracelse naît, en 1493, dans le village d’Einsiedeln, dominé par la vie religieuse de son imposante abbaye bénédictine, près de Zurich, en Suisse. Son nom complet est Philippus Aureolus Theophrastus Bombast von Hohenheim. Il prend le surnom de Paracelse (Paracelsus en allemand) après 1529 quand il décide d'affirmer son autorité théorique. La forme abrégée de son premier prénom, Theophrast, semble avoir été la forme employée de son vivant.
Par sa mère, une Suissesse, qui serait issue d'une famille au service de l'ordre des Bénédictins à Einsiedeln, et son père, qui serait le fils illégitime d'un gentilhomme de la famille noble Bombast von Hohenheim de Souabe, Théophraste sera dans une position sociale en porte-à-faux entre les gens du peuple et la noblesse.
Son père, Wilhelm von Hohenheim, qui est médecin, a dû exercer son art auprès de patients qui venaient en pèlerinage pour prier la Sainte Vierge dans l'espoir de guérisons miraculeuses. Plus tard, Paracelse parlera toujours avec dégoût de ces pèlerinages d'Einsiedeln.
Après le décès prématuré de sa femme, Wilhem abandonne Einsiedeln, en 1502, pour un poste médical modeste, loin à l'est, au-delà des hauts sommets alpins. Théophraste (le futur Paracelse) perd donc sa mère alors qu'il est enfant. S'il semble assez rapidement l'oublier, il mentionnera par contre son père à plusieurs reprises dans son œuvre.
Théophraste et son père s'installent dans une vieille région industrielle, à Villach, en Carinthie (Autriche), au carrefour des routes de Slovénie, du Frioul et de Vénétie. Son père y exerce les fonctions de médecin de la ville.

### Formation initiale
À l'âge de neuf ans, Théophraste devient apprenti dans les mines de Schwaz (proche de Villach) appartenant à la famille Fugger. Il se familiarise avec l'exploitation minière et les pratiques métallurgiques,. Théophraste s'enorgueillira plus tard de son caractère rude et entier, car dit-il, il n'a pas été élevé dans les palais. Il dira être fier d'être Allemand, c'est-à-dire homme du peuple.
Aucune source fiable n'est connue sur le parcours éducatif du jeune Théophraste et les commentaires vagues qu'il a laissés dans ses œuvres ne sont pas d'un grand secours. Beaucoup de légendes ont couru sur sa formation. Beaucoup de biographies ne sont que des reconstructions fantaisistes romancées. Dès son enfance, nous dit-il (dans la Grande Chirurgie, 1536), il s'intéresse à l'étude de la nature. Il cite avec reconnaissance, comme ayant été ses maîtres, outre son père, quatre évêques, en botanique, médecine, minéralogie et philosophie naturelle. Mais on doit prendre avec scepticisme le fait qu'il ait pu recevoir une formation de l'abbé Trithemius de Sponheim.

### Grand tour de l'Europe (1507-1524)
En 1507, à l'âge de quatorze ans, Théophraste quitte son foyer familial pour se lancer dans une série de voyages à travers l'Europe (1507-1524), dans toutes les directions, dit-il. Il le fait peut-être comme les jeunes gens de la noblesse germanique qui effectuent le Tour du Chevalier (Junkerfahrt) dans le but de parfaire leurs humanités et leur formation militaire (par la suite le Grand Tour prendra une signification plus intellectuelle chez les Britanniques).

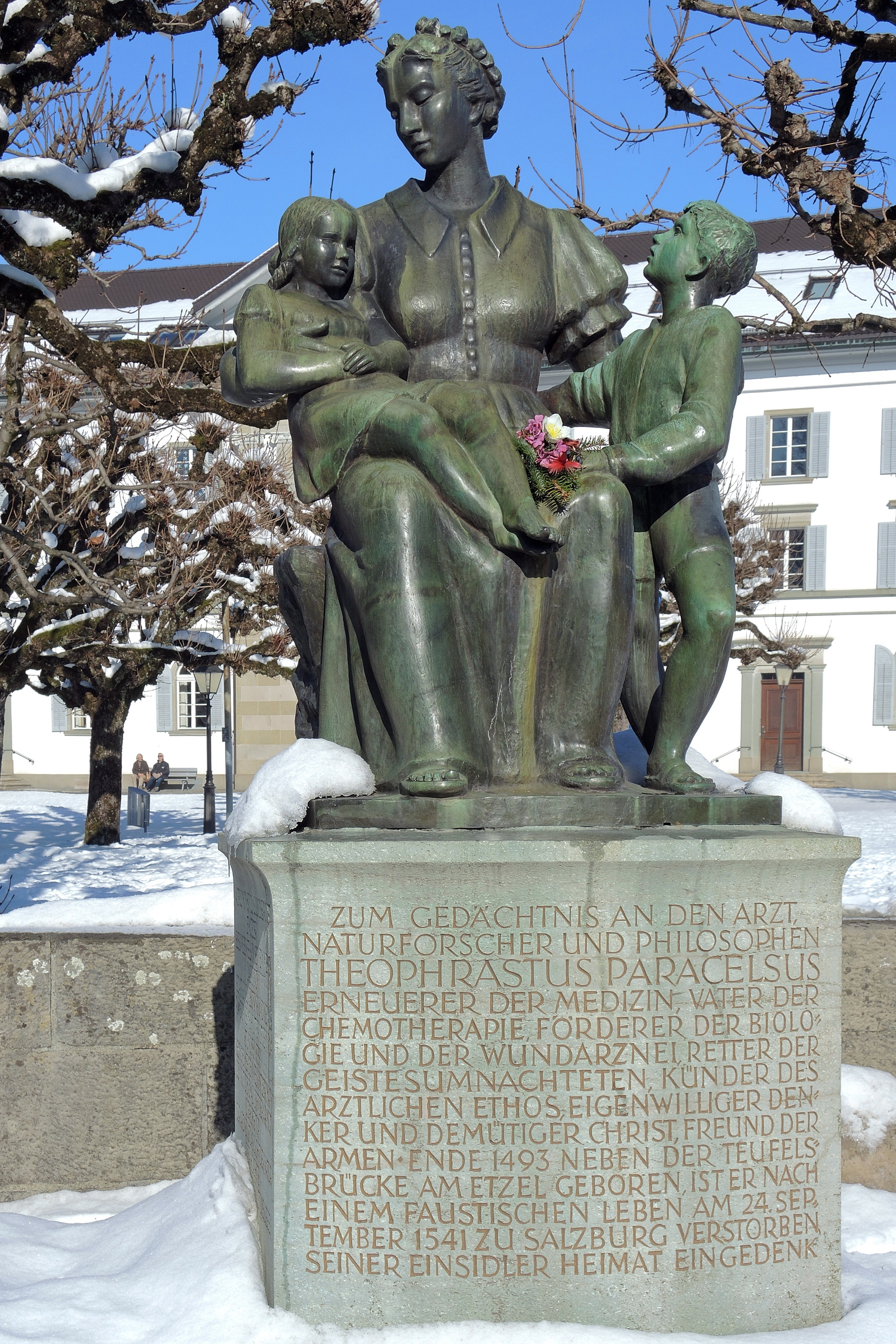
Monument dédié dans le Paracelsus-Park d'Einsiedeln (Suisse).

Voyageur infatigable, il est avide de tout connaître, tout découvrir et expérimenter par lui-même. Pour subsister, il se fait probablement enrôler comme chirurgien-barbier dans diverses armées. Il indique dans le Spitalbuch avoir acquis de l'expérience et obtenu quelques succès thérapeutiques dans la région de Naples, et pendant les guerres menées par Venise, le Danemark, et les Pays-Bas.
Il aurait obtenu le titre de docteur en médecine en Italie, peut-être à Ferrare (1512-1516), mais les archives de l'université de Ferrare qui sont lacunaires pour le début du XVIe siècle, ne permettent pas de s'assurer de sa présence. Selon Webster « il n'y a aucune preuve décisive attestant de sa présence dans une université et rien ne confirme son doctorat de Ferrare ».
Il participe, en 1522, au milieu des troupes vénitiennes, comme chirurgien militaire, aux guerres de Venise. Entre ces périodes de guerre, il aurait séjourné, entre 1517 et 1524, dans divers pays d'Europe occidentale et orientale mais il n'est pas possible d'en déterminer la succession temporelle. Il est certain qu'il séjourne assez longtemps en Italie.
Paracelse n'est pas un docte, imbu de la science livresque de son temps. Le plus clair de son savoir provient, comme il le dit lui-même, de bonnes femmes, demi-sorcières, de Bohémiens, qu'il rencontre sur son chemin, des pratiques populaires, des moyens employés par les barbiers de village, des méthodes de laboratoire dont se servent les mineurs et les orfèvres. Il est un homme de la pratique, du métier (un chyrurgus), non un homme d'étude.
Son éducation, son parcours et ses centres d'intérêts sont en rupture avec la tradition universitaire de l'occident chrétien. Chaque fois qu'il parle de l'université dans ses ouvrages, c'est toujours en termes négatifs sinon injurieux. Il est donc possible qu'il n'ait aucun titre universitaire.

### Salzbourg et la contestation de l'idolâtrie religieuse 1524-1525
Vers 1524, Théophraste s'arrête à Salzbourg, où il choisit de se fixer. C'est un grand centre administratif de l'archevêché, proche de florissantes industries minières et d'extraction du sel gemme. Il s'installe et travaille pour la communauté d'un bain public. On ne sait rien de son activité médicale. On pense qu'il travaille aussi activement à des écrits théologiques. Et ce sont ces derniers qui vont déclencher les hostilités. Ainsi, dans le réquisitoire De septum punctis idolatriae cristianae (Sur sept points de l'idolâtrie chrétienne), il s'en prend à toutes les cérémonies, prières, aumônes, bénédictions et formes excessives de pèlerinages. Sa foi, vue comme une sorte de panthéisme mystique, liée à des idées alchimiques, le fait entrer en conflit avec deux théologiens qui l'accusent de prendre ses idées chez les paysans. Théophraste rétorque qu'il connaît tout sur les universités et qu'il en a visité plusieurs dont il indique le nom, mais qu'on n'a rien à apprendre en théologie dans les milieux universitaires. La voie qu'il suit s'appuie sur l'exemple des Apôtres et sur l'enseignement du Christ (Septum punctis PII, 3, 5).

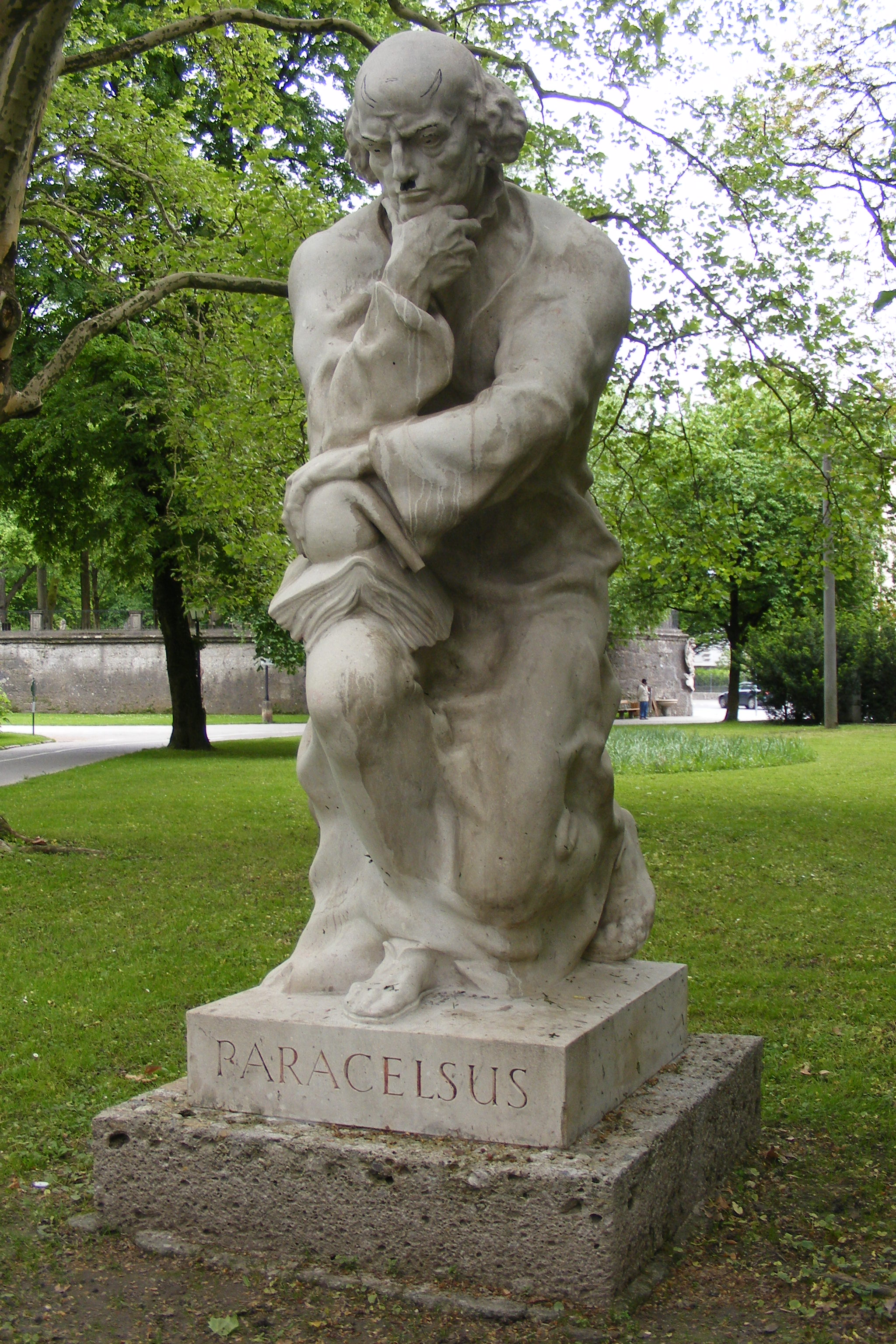
Statue de Paracelse dans le.

Au moment même où Théophraste lance ses attaques acerbes contre l'Église romaine, des mouvements de révoltes paysannes se transforment en une large insurrection menaçant Salzbourg. Il est probable que ses contacts réguliers avec les gens du peuple ont dû le convaincre de la nécessité de réformer la société. Accusé de connivences, isolé et sans appui social, il doit quitter précipitamment la cité autrichienne en 1525, en y laissant des biens personnels assez considérables.
Il écrit son premier livre, Neun Bücher Archidoxis (Neuf livres Archidoxes, 1525-1526), dans lequel il développe la « chimiatrie » ou « alchimie » médicale, influencée par Jean de Roquetaillade (Johann de Rupescissa, 1310-1366) et Philipp Ulsted : il faut extraire la médication efficace des composantes impures des minéraux, cristaux, gemmes, des métaux, de plantes, des racines, etc. pour que les vertus curatives de la nature (comme les « arcanes»), puissent agir contre les maladies. L'extraction par des processus (al)chimiques (de sublimation, distillation, calcination, action de corrosifs etc.) des vertus des substances permet d'obtenir toute une hiérarchie de remèdes, appelés quintessence, arcanes, magistères et spécifiques. On peut y voir une anticipation de la notion de « principe actif », au niveau de l'intention du moins, car aucun moyen d'évaluation empirique ne garantissait l'efficacité thérapeutique.
On ne trouve dans cet ouvrage, aucune référence à la théorie des Trois Principes (mercure, soufre et sel) qui deviendra constante dans ses écrits de la maturité. Il indique « nous voulons donc nous attaquer de tout notre cœur au mystère de la nature. […] connaître le mystère de la nature puis considérer celui de Dieu ». On y voit une constante préoccupation de problèmes théologiques, un souci de contextualiser tous les sujets dans une perspective métaphysique. Le ton paisible, serein contraste avec les bordées d'injures qu'il lancera plus tard contre les médecins après son expulsion de Bâle.

### Strasbourg et Bâle, de la reconnaissance académique à l'humiliation, 1526-1527
À la fin de l'été 1526, Théophraste est appelé auprès Philippe Ier de Bade, le margrave de Bade, pour soigner ses troubles gastro-intestinaux. Le traitement donne satisfaction au margrave, mais le médecin est escroqué par un confrère qui détourne ses émoluments.

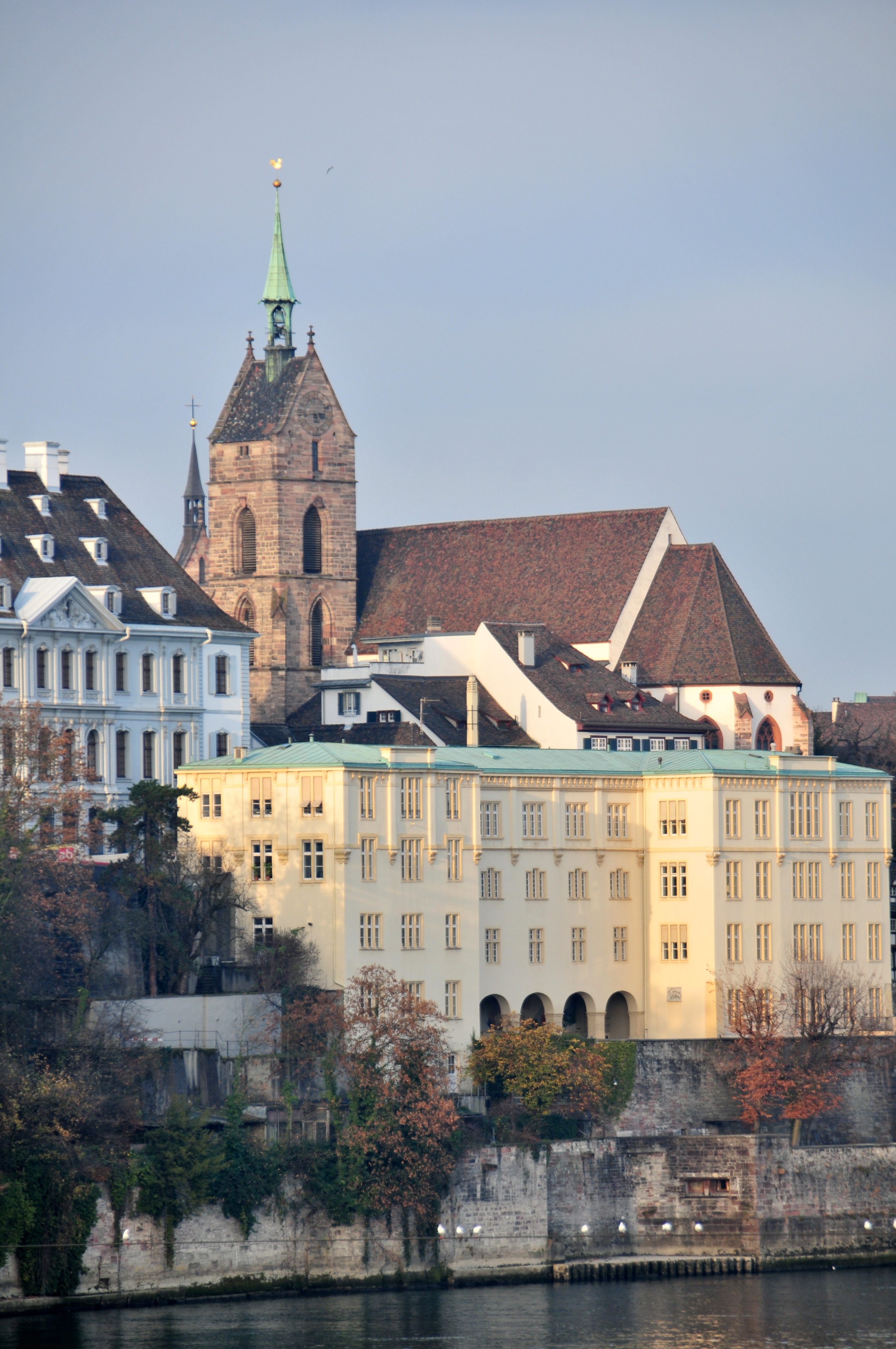
L'université de Bâle, en Suisse, où Paracelse devint professeur en 1527.

En 1526, échaudé par la dépendance des princes, Théophraste décide de s'installer dans la grande cité de Strasbourg. Ville libre du Saint-Empire romain germanique, cette cité impériale avait adopté la Réforme en 1525, et était devenue un grand centre de l'imprimerie naissante où s'épanouissait une culture tolérante et cosmopolite. De nombreux réfugiés politiques ou religieux y trouvent un bon accueil. Sans difficulté, il acquiert, fin 1526, le droit de bourgeoisie, il est alors enregistré comme un Artzney Doctor (docteur en médecine ayant droit d'exercer).
Toujours en mouvement, on le retrouve, au début de 1527, auprès du grand imprimeur-éditeur humaniste Johann Froben de Bâle auquel il a été recommandé. Condamné par ses médecins, probablement en raison d'une gangrène au pied, après six semaines du traitement prescrit par Théophraste, une amélioration significative est obtenue et évite l'amputation. En récompense, le jeune médecin est invité à devenir médecin municipal. Dans un document légal de Bâle, il déclare que son doctorat a été obtenu à Ferrare, il devient médecin pensionné de la ville et assistant à la faculté de médecine de Bâle. Dans de nombreuses occasions, il est identifié de diverses manières comme un « docteur ».
Autour de Froben, rayonnent de grands humanistes comme Érasme, Œcolampade, le chef de la Réforme de l'église de Bâle, et Bonifacius Amerbach, juriste et humaniste, autant de personnalités importantes témoins de son succès thérapeutique. C'est pour le jeune médecin, une superbe reconnaissance et une promotion rapide et inespérée.
Si Bâle est accueillante pour les esprits non conformistes cherchant à réformer l'Église, elle a surtout attiré des humanistes voulant renouer avec la culture gréco-romaine. Cependant Théophraste venu dans cette cité en raison de ses tendances réformistes, est aussi un réformateur radical de la médecine qui s'en prend vigoureusement à l'autorité d'Hippocrate et de Galien. Il souffre en outre de la jalousie des médecins locaux et d'une réticence des autorités médicales académiques qui essayent de l’empêcher d'enseigner. Après la mort de Froben, en octobre 1527, toutes ces tensions se changent en hostilité ouverte.

Chargé de cours de médecine en juin-novembre 1527, Théophraste élabore un plan de cours audacieux, dont les notes sont connues. Il commence par un virulent manifeste, Intimatio, qui rejette sans appel le galénisme qui a pourtant servi depuis le XIIe siècle à refonder une médecine savante européenne. Il soutient avec aplomb que la nouvelle médecine qu'il enseigne s'appuie sur « des manuels que j'ai moi-même rédigés sur la base de ma propre expérience » (Intimatio), manuels non publiés bien sûr, mais peut-être même pas encore écrits, selon Andrew Weeks,.
« Qui donc ignore que la plupart des médecins de notre temps ont failli à leur mission de la manière la plus honteuse, en faisant courir les plus grands risques à leurs malades ? Ils se sont attachés, avec un pédantisme extrême, aux sentences d’Hippocrate, de Galien et d’Avicenne, comme si celles-ci étaient sorties du trépied d'Apollon comme autant d'oracles, et comme si on n'avait pas le droit de s'en écarter d'un iota. C'est en s'appuyant sur ces autorités que l'on crée, lorsque cela plaît aux dieux, des docteurs en médecine imbus de leur titre, mais non pas des médecins ! […] J’enseignerai pendant deux heures par jour la médecine pratique et théorique […]. L’expérience [savante] est notre maître d’école suprême - et de mon propre travail. Ce sont donc l’expérience et la raison, et non les autorités [Hippocrate, Galien, Avicenne] qui me guideront lorsque je prouverai quelque chose. » (Intimatio Theophrasti medicae artis studiosis (Annonce de Théophraste aux étudiants en médecine), 5 juin 1527, in Sämtliche Werke, K. Sudhoff édi., t. IV, p. 4).

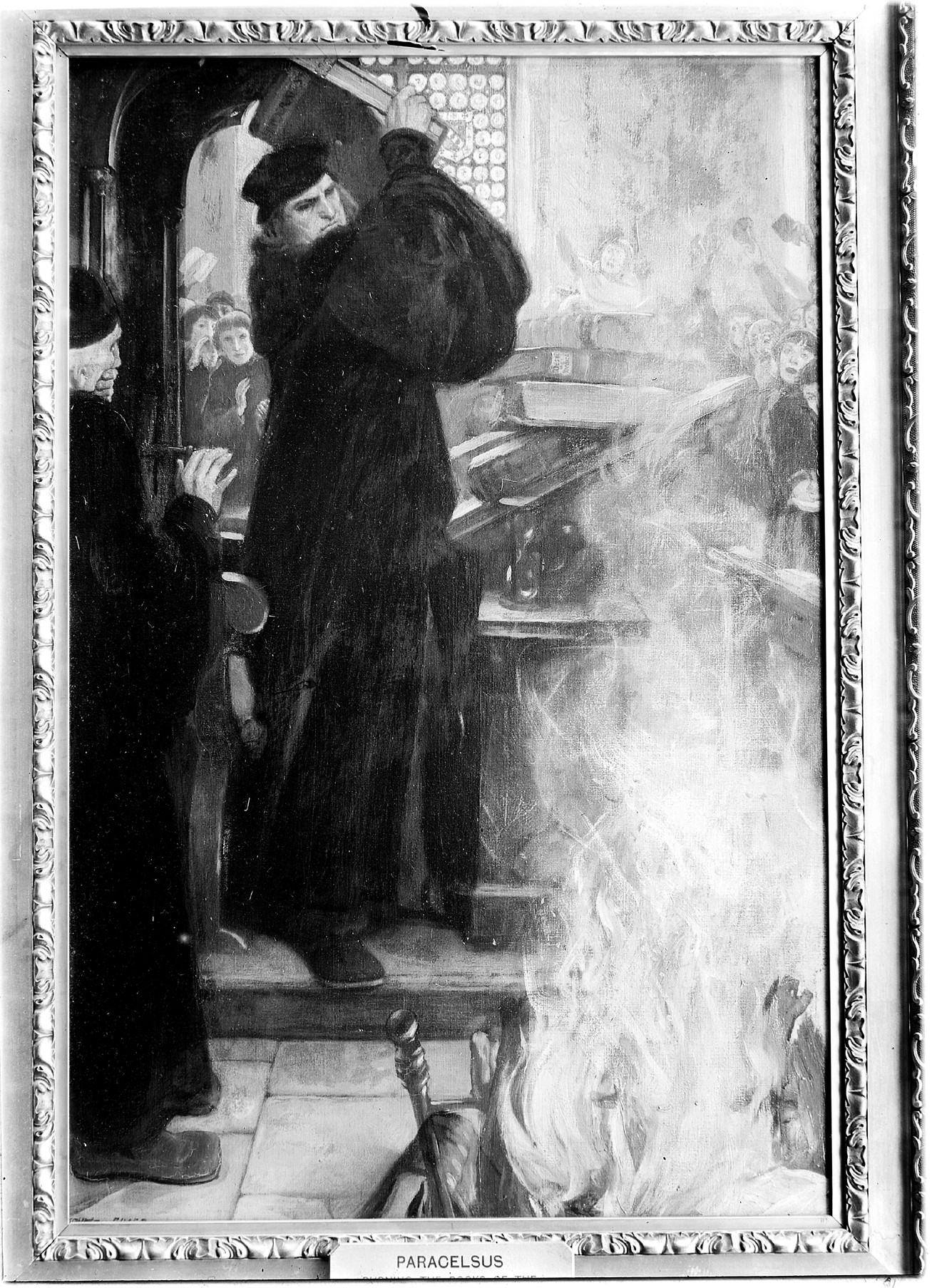
Paracelse jetant les livres de Galien et d'Avicenne dans les feux de la Saint-Jean, huile sur toile d'Ernest Board (1877-1934).

Paracelse entend probablement faire dans son domaine ce que Martin Luther a fait dans le sien quand il défie l'autorité bien établie de l'Église romaine, en prônant un retour aux sources véritables de toute autorité théologique. Pour donner suite à la bulle pontificale de 1520 menaçant le réformateur de l’Église d'excommunication et à l'autodafé de ses livres, Luther a réagi en brûlant à la fois la bulle papale et le droit canonique (autodafé de décembre 1520 à Wittemberg).
Peut-être inspiré par ce modèle, Paracelse brûle des œuvres de Galien et d'Avicenne sur la place du marché de Bâle, dans les Feux de la Saint-Jean, la nuit du 23 juin 1527.
La provocation est calculée. Déjà Théophraste enseignait en dialecte alémanique (Schweizerdeutsch) et non en latin comme il est d'usage dans les universités, et il se permet d'employer un vocabulaire totalement nouveau dans la profession, autant de choses qui choquent profondément ses professeurs d'esprit traditionaliste. Mais encore, il se dispute avec ses collègues, avec la municipalité, les pharmaciens, et il intente même un procès contre un important chanoine de la cathédrale qui ne règle pas les émoluments promis. Car, s'il se veut être un médecin des pauvres, il fait payer les riches au prix fort. Il est notoire qu'il aime le bon vin et en abuse souvent.
Toutes ces extravagances comportementales choquent beaucoup de monde mais, avec cette critique radicale de l'auctoritas, il met complètement le feu aux poudres. L'apprentissage de la médecine par l'étude des maîtres anciens ne produit pas des médecins soucieux de guérir, mais des « médecins-maîtres d'école », pense-il. S'en prendre ainsi directement à Avicenne et Galien est sacrilège, dans ce haut lieu de l'humanisme rhénan. À la différence de Luther, Paracelse ne bénéficie pas d'importants appuis politiques et populaires, et il perd l'appui des humanistes qui l'avaient amené à Bâle.

La tension monte jusqu'à ce qu'un pamphlet d'une violence inouïe soit placardé sur la porte d'églises de Bâle, en vers latins durant l'hiver 1527-28 :

« Que je crève si l'on te juge digne, vaurien, de vider le pot de chambre d'Hippocrate ou de garder mes cochons ! Choucas, qui te pare des plumes que tu as volées […] Que veux-tu faire maintenant, imbécile, percé à jour du dehors et du dedans, alors qu'on t'a conseillé à juste titre de prendre une corde et de te pendre ? »

Publiquement humilié et craignant des complications, voire une arrestation, Paracelse doit quitter la ville.
Cet événement est fondateur pour Paracelse. Paracelse est profondément croyant, et son comportement ne prend sens qu'à l'intérieur de sa quête spirituelle. Pour lui, si le savoir ne vient pas des livres des maîtres humains c'est qu'il émane du livre primordial, le livre de Dieu,. Peut-être était-il réfractaire à toute autorité ou bien fait-il partie de ces « écorchés vifs » toujours prêts à s'enflammer mais son comportement semble venir d'un ressort intime plus profond, puisqu'il est une des manifestations d'une cohérence interne solide et constante. Sa belle assurance semble lui venir de sa foi en la nature qui l'a fait médecin et qui n'a cessé de l'instruire. Le médecin enseigné par la nature possède une science qui est intrinsèquement vraie.
Toute sa vie témoigne d'un profond engagement spirituel, et il a pu se sentir parfois investi, non seulement de la mission de soigner les hommes, mais « également d'un rôle religieux, rôle de prédicateur ou d'apôtre en quelque sorte, sa mission chrétienne générale se conjuguant avec un service apostolique » (Kurt Goldammer). Pour lui, l'ère des maîtres humains porteurs d'une autorité démesurée est close. L'apprenti véritable doit donc lire, non les livres de ces maîtres mais le livre de Dieu, dans le monde et dans la Bible, à l'extérieur de lui, de ses propres yeux. Il y a pour lui une extrême proximité de la figure de l'apôtre et celle du médecin. La mission apostolique inclut la charge de guérison des corps et des âmes.
Dans son traité Paragranum, iI donne aussi une réponse théorique aux galénistes en élaborant les quatre fondements de la médecine (voir la section  Les quatre piliers de la médecine paracelsienne). Dans les œuvres du cycle des Paramiran qui suivront, il cherche à établir les bases théoriques de sa nouvelle médecine.

### Savant vagabond 1528-1541

#### L'errance solitaire
Dès cette époque, il se plaint de relations conflictuelles avec ses confrères qu'il qualifie de tricheurs incompétents. Dans un écrit, fait vers 1528, il indique avoir été chassé de Lituanie, de Prusse, Pologne et des Pays-Bas, à la suite de simples différends professionnels qui ont dû mal tourner en raison de son caractère emporté. Il tire satisfaction de l'efficacité de ses traitements et du soutien de ses patients,.

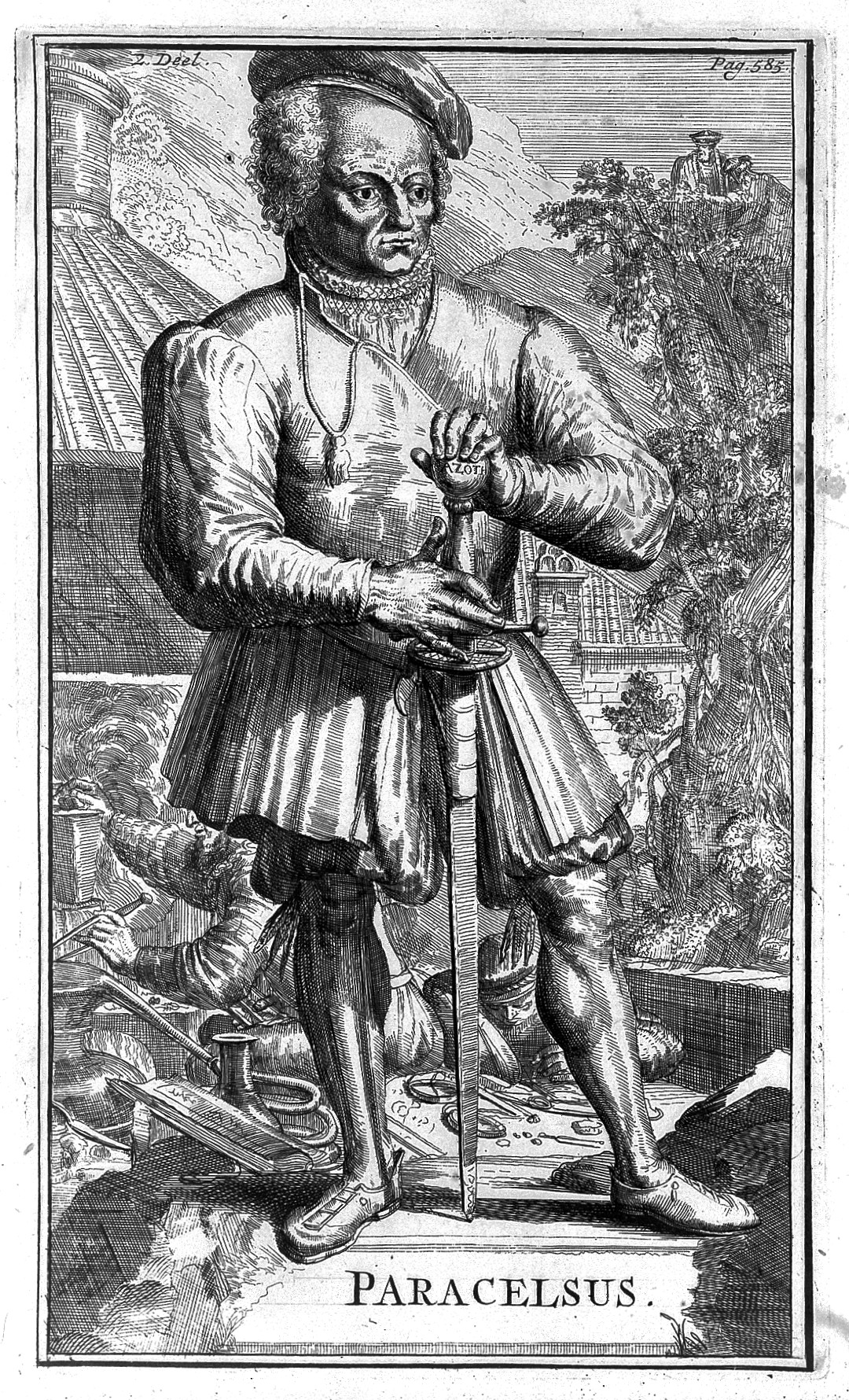
Tant de docteurs, tant de barbiers, tant de médecins de village s'en sont pris à moi. Tout cela donne-t-il un agneau ? Plutôt un loup..

Incapable d'avoir un emploi stable, la carrière d'écrivain indépendant s'offre à lui comme une possibilité viable. La blessure est profonde pour le médecin iconoclaste, conscient de sa valeur mais se complaisant à agir seul contre tous, avec toute la brutalité de l'époque. Il voit ces événements comme profondément injustes et il en gardera une rancœur tenace qui s'exprimera sans détour, et avec la même violence que ses adversaires.
C'est à ce moment qu'il décide d'écrire des traités fondamentaux pour répondre à ses opposants (ouvrages commençant par le préfixe Para-) et qu'il signe du nom de Paracelse signifiant « qui surpasse Celse ».
Dans son traité Paragranum (1530), iI donne aussi une réponse théorique aux galénistes en élaborant les quatre fondements de la médecine (voir la section ci-dessous Les quatre piliers de la médecine paracelsienne). Dans les œuvres du cycle des Paramiran qui suivront, il cherche à établir les bases théoriques de sa nouvelle médecine.
Dépourvu de tout bien, seul, souvent rejeté, il ne se fixe jamais longtemps quelque part et reprend toujours la route, en fulminant contre les faux médecins, ce qui lui vaudra le surnom de « savant vagabond », de « vagabond génial », ou de « médecin maudit », pour reprendre la figure romantique du poète maudit, l'éternel incompris.
Paracelse ne s'est jamais marié et diverses hypothèses ont été imaginées pour expliquer son manque d'intérêt pour les femmes. Son mortel ennemi Thomas Erastus a répandu, entre autres bruits, qu'il aurait été accidentellement émasculé dans son enfance,.
Paracelse s'est lui-même expliqué de sa vie d'errance de ville en ville. Il a dit, à maintes reprises, que c'est sur le tas, par l'expérience directe qu'on apprend le plus.
Je préfère les sentiers et les routes aux universités où l'on n'apprend rien. Il s'agit aussi pour lui d'un projet intellectuel et éthique, de chercher les signes que Dieu laisse dans le monde, de placer ses pas dans ceux du Christ, de suivre les injonctions de Jésus aux douze apôtres de l'Évangile selon Matthieu (Mt 10, 14 et 10, 9), à qui il est commandé de partir sur les chemins, de guérir les malades, de « secouer la poussière de vos pieds » et de vivre dans la pauvreté. Certes, il n'est pas un saint, mais un apôtre au niveau de la nature.

#### Écrits et rencontres

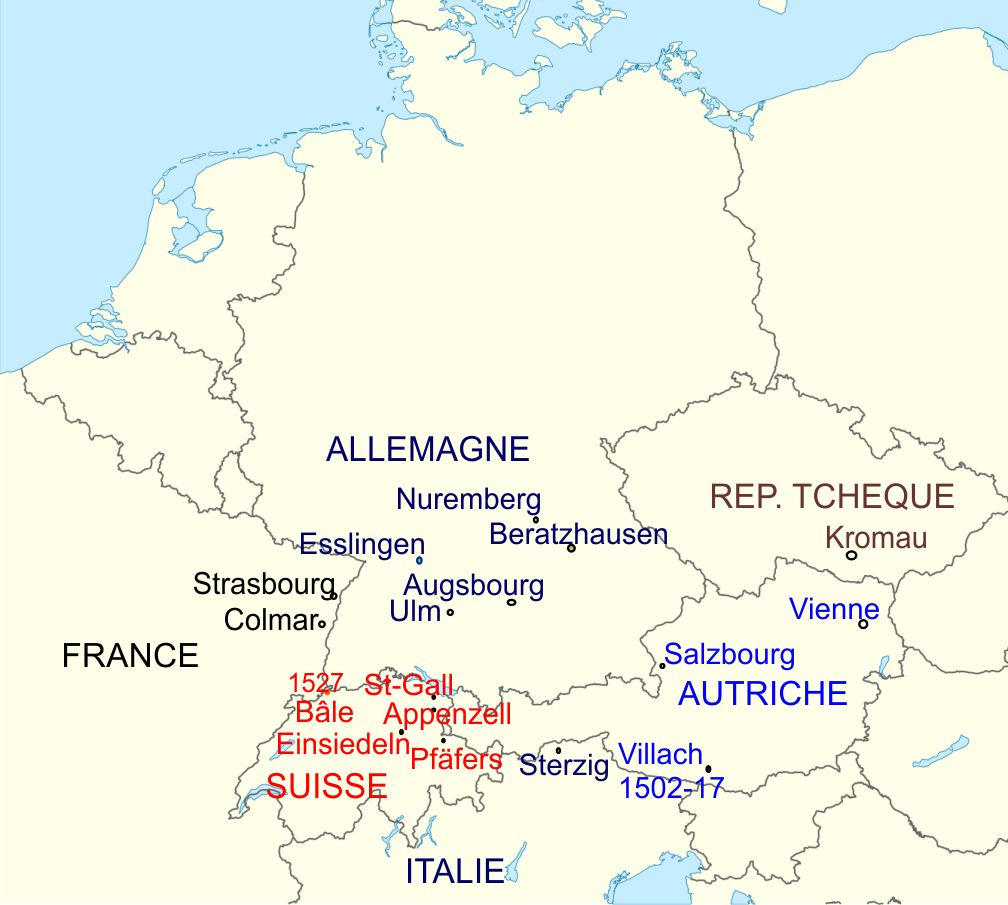
Principaux lieux de séjours de Paracelse, positionnés à l'intérieur des frontières actuelles mais au XVIe siècle à l'intérieur du Saint-Empire romain germanique, un regroupement hétérogène de territoires.

Il n'est pas certain que Paracelse se soit réellement rendu dans toutes les villes et pays qu'il mentionne dans ses écrits rédigés au cours de ses voyages, mais on peut faire confiance aux voyages des quinze dernières années de sa vie où sa présence est attestée. Cette période se limite à des villes et villages de Suisse et du sud de l'Allemagne.
À Colmar, il écrit sur la syphilis, et rédige le Bertheonea ou Petite Chirurgie, manuel pour « lire » et interpréter les signes corporels, et à Esslingen (Bade-Wurtemberg) il approfondit ses recherches occultes
En novembre 1529 à Nuremberg, il fait la connaissance du mystique Sébastien Franck. Celui-ci remarque que Paracelse est, certes quelqu'un de remarquable, mais toutefois assez étrange, puisque toujours prêt à rejeter tous les praticiens et tous les écrits de médecine et d'astrologie. À la suite de frictions avec les médecins et apothicaires de la ville, on lui intime l'ordre de quitter la ville. Il est aussi informé de l'interdiction de publier ses écrits sur la syphilis, par un décret du conseil municipal, pris sur l'instigation de la faculté de médecine de Leipzig.
À Beratzhausen près de Nuremberg, il rédige en grande partie le plus volumineux de ses écrits, l'Interprétation du psautier de David et poursuit ses écrits médicaux, le Paragranum qui traite des « quatre colonnes » de l'art médical, l' Opus Paramirum, ouvrage théorique important qui traite des causes des maladies et développe la théorie des « trois substances » fondamentales (sel, soufre et mercure). Il entend crever l'abcès de la querelle de Bâle et s'engage dans des polémiques véhémentes sur le mode de traitement de la syphilis. Il adopte alors le nom de plume de Paracelsus. « Il est possible que sans la querelle de Bâle, Hohenheim aurait poursuivi des objectifs moins ambitieux et ne serait jamais devenu Paracelse ».

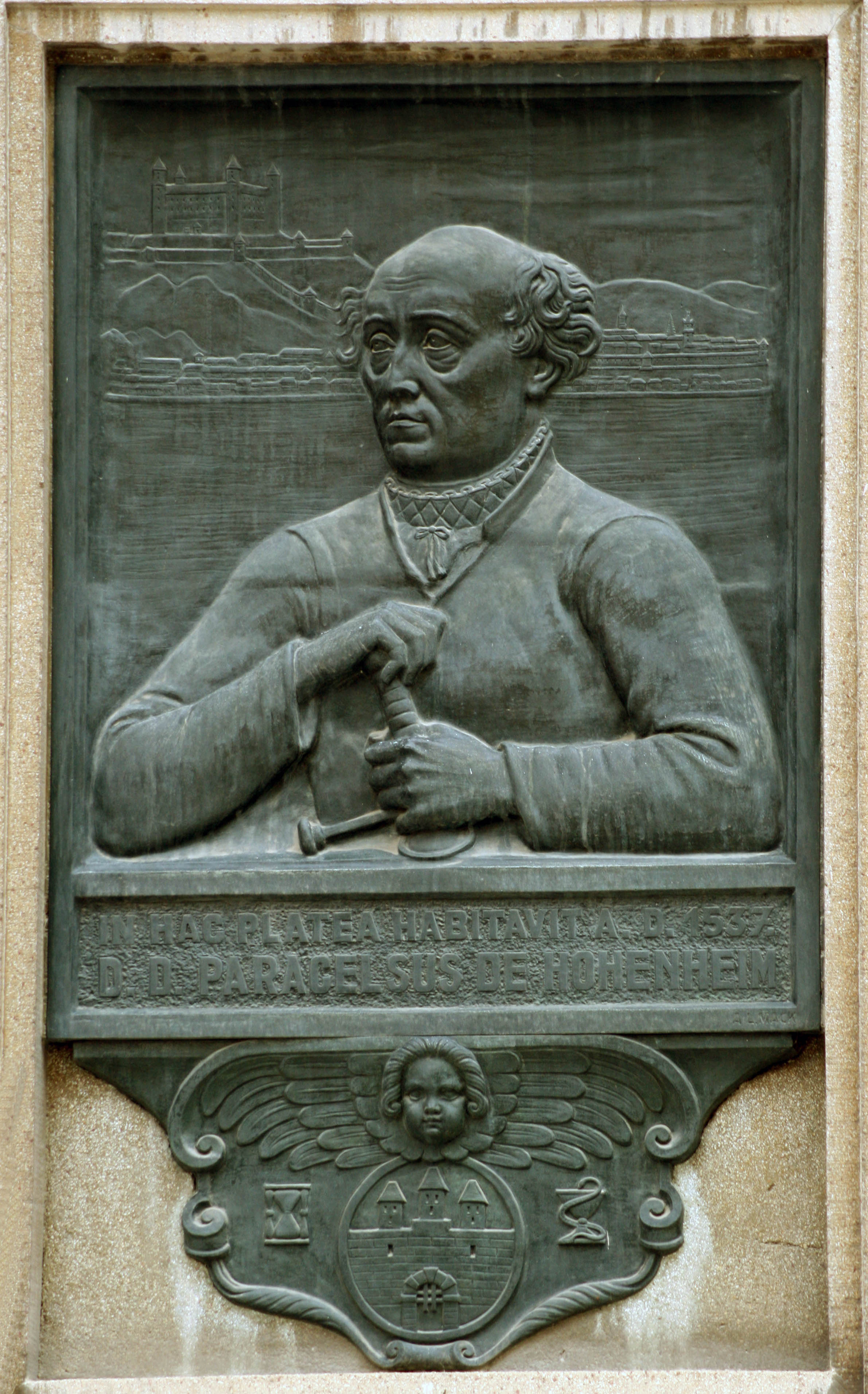
Plaque en bronze de Paracelse, Palais épiscopal de Bratislava, commémorant sa présence en 1537, par le sculpteur (1893-1965).

À Saint-Gall en Suisse (1531), son esprit rebelle lui ayant fermé les emplois de médecins municipaux et d'écrivain, pour vivre, il doit se tourner à nouveau vers de riches protecteurs. L'ancien et puissant bourgmestre, Christian Studer, devint son patient et son hôte qui, à 73 ans, est très malade. Paracelse reste sur place presque toute l'année, jusqu'à sa fin. Même après la disparition du bourgmestre, Paracelse semble être demeuré en ce lieu jusqu'en 1533. Ce qui constituerait un record de durée au même endroit. À cette époque, il revoit et termine l'Opus paramirum et s'investit toujours plus dans les problèmes théologiques. Il se désigne comme « Professeur » et comme « Docteur de l'Écriture sainte », se sentant investi d'une mission chrétienne. Malgré une attitude plutôt conciliante avec les autorités, sa recherche de la véritable Église du Christ lui met à dos les religieux de tous bords, et il décide de reprendre la route à travers les Alpes.
On le retrouve d'abord à Appenzell en Suisse (1533), en pays minier (vallée de l’Inn), où il écrit sur les maladies des mineurs (1533). Il établit ainsi les bases de la médecine du travail. Puis, il se dirige vers l'Autriche des Habsbourg, à Innsbruck où il est mal reçu ; à Sterzing dans le Tyrol du sud (1534), il soigne les habitants de la peste et rédige une courte brochure sur le traitement de la maladie. Quoique assez conventionnelle et utilitaire, elle est rejetée.
À Méran, une ancienne forteresse de la révolte paysanne, il est bien accueilli et passe l'hiver 1534-35 en sécurité. Il se dirige ensuite vers l'ouest jusqu'à Saint-Moritz (en Suisse) puis oblique au nord.
À Pfäfers (Suisse), où l'abbé Johann Jacob Russinger le consulte pour une affection décrite dans l'optique humorale de la médecine galénique, comme un trop-plein de phlegme. La prescription autographe qui a été retrouvée, indique un traitement relativement simple et conventionnel, à base de plantes médicinales, très loin de la pharmacie chimique révolutionnaire, qui lui est généralement attribuée. Dans cette année 1535, Paracelse écrit un traité sur les bains de Pfäfers qu'il dédicace à l'abbé Russinger. Il fonde ainsi la balnéothérapie.
À Ulm et à Augsbourg, il achève en 1536, l'impression de sa Grande chirurgie (Grosse Wundarznei), le seul ouvrage médical substantiel publié de son vivant. L'ouvrage est reconnu comme une contribution réussie à la série d'ouvrages de chirurgie en langue vernaculaire de la Renaissance. Heinrich Steiner qui en est l'éditeur, publie aussi un autre ouvrage de lui sur des prédictions Prognostication des 24 années à venir (écrit en 1530 ou 1531), qui connaîtra aussi un succès éditorial.
Il reprend ses pérégrinations, allant d'un patient gentilhomme à un autre, en Autriche et Moravie, tout en continuant à écrire en fonction des possibilités. On le trouve à Eferding (1537), puis à Kromau en Moravie où il commence à écrire son Astronomia magna (La Grande Astronomie), une grande œuvre systématique, une vision du monde pénétrée d'idées religieuses et métaphysiques.

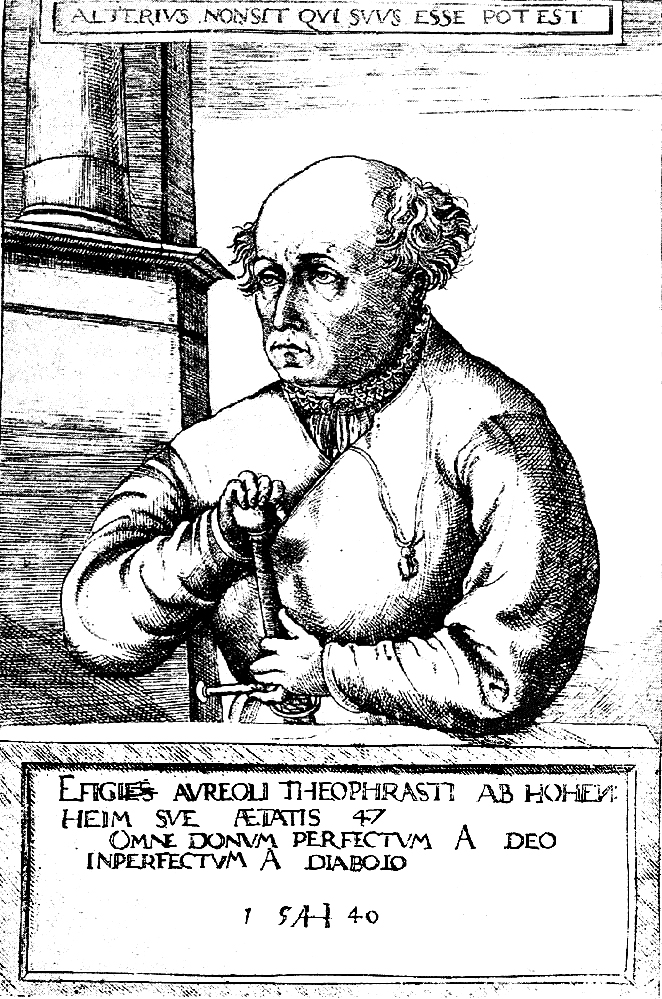
Portrait de Paracelse en 1540, par Augustin Hirschvogel, fait de son vivant, ce portrait a souvent servi de modèle par la suite.

À Vienne (1537-1538), il est reçu plusieurs fois par Ferdinand Ier, roi de Bohême et de Hongrie, roi des Romains. Puis il retourne en Carinthie à Villach (mai 1538), la ville de sa jeunesse, où il poursuit la rédaction de Astronomia magna (La Grande Astronomie, ou la Philosophie des vrais sages, Philosophia sagax), son principal ouvrage de philosophie et rassemble des écrits, connus sous le nom d'Écrits de Carinthie (Kärntner Schriften). Il séjourne en Carinthie jusqu'en 1540. Mais déçu de voir que les notables ne tiennent pas leurs promesses de publier ses Écrits carinthiens, il repart dépité.
À Salzbourg, où sont restés quelques-unes de ses maigres possessions après son départ précipité en 1525. On ne sait rien de ses derniers jours sauf quelques détails fournis par son testament qu'il rédige le 21 septembre 1541. Il y mentionne en premier lieu les pauvres, fidèle à ses idées sociales. Le contenu de son testament permet de se rendre compte du peu qu'il possédait, juste quelques bagages d'un perpétuel voyageur, quelques livres et manuscrits théologiques.

### Mort (1541)
Il meurt trois jours après avoir rédigé son testament, à 48 ans. « Il existe plusieurs versions des causes de son décès : chute dans un précipice en état d'ébriété, passage à tabac au cours d'une bastonnade, etc. L'examen paléopathologique de son crâne a montré l'existence d'une fracture de l'os temporal, mais aucun signe de cicatrisation. » Son corps est inhumé, conformément à ses dernières volontés, au cimetière de l’église Saint-Sébastien de Salzbourg. Sa dépouille se trouve aujourd’hui dans une tombe située sous le porche de l’église, avec ces mots : Pax vivis - requies aeterna sepultis (« Paix aux vivants - repos éternel aux défunts »). Malgré toutes ses opinions souvent hétérodoxes en faveur d'une église évangélique, très pure et sans clergé, il n'a jamais renié officiellement l'Église catholique.

## Philosophie naturelle
Paracelse, incompris de son vivant, suscita une fois mort, un vif attrait et une forte répulsion. Le vaste mouvement éditorial qui commença une trentaine d'années après sa mort, fut accompagné d'un violent mouvement antiparacelsien. Le courant de pensée, prenant sa source dans les écrits de Paracelse, a pris le nom de paracelsisme. À l'extérieur du domaine culturel allemand, le paracelsisme repose essentiellement sur la philosophie de la nature, la médecine, l'alchimie, la magie et l'astrologie. La pensée théologique et socio-politique du médecin, extrêmement subversive, est restée presque entièrement inédite jusqu'au XXe siècle.
Paracelse écrivit beaucoup mais publia peu de son vivant : le texte le plus important est la Grande chirurgie (Grosse Wundarznei), publié en 1536. Malgré sa réputation de grand thérapeute, rares furent ceux qui consultèrent l'énorme quantité de manuscrits qu'il laissa dans les nombreuses cités où il résida.
Après plusieurs tentatives, la publication des œuvres complètes en allemand, ne fut achevée qu'à la toute fin du XXe siècle. Une part infime a été traduite en français.

### Langue et style
La pensée de Paracelse est demeurée une nébuleuse peu accessible car écrite dans un allemand du XVIe siècle, un dialecte alémanique. Paracelse n'était pas très savant en littérature grecque ou latine, il est un homme de métier et de pratique et non d'études. Selon Alexandre Koyré, s'il abandonne le latin, ce n'est pas par patriotisme ou souci de modernité, mais par obligation : ceux qui, de son vivant, l'écoutaient et le suivaient ne savaient pas assez de latin.
La langue de Paracelse, déjà difficile, est rendue encore plus difficile par de nombreux néologismes et des concepts métaphoriques, peu explicités, issus du folklore allemand. Il oppose à la terminologie livresque et savante de ses critiques et rivaux, une autre terminologie « plus abracadabrante encore » mais qui reflète la vie, la nature, et la réalité de terrain de son temps.
Il n'avait pas le souci de la forme, écrivait vite, dans des conditions précaires. Il n'est d'ailleurs pas toujours cohérent, car sa pensée évoluait et il laissait derrière lui, dans son errance, ses nombreux manuscrits. Prit-il le temps de se relire, d'ajuster sa pensée ? Tout incline à croire que non, pense Charles Le Brun. Il n'eut probablement pas le temps et rien dans son tempérament bouillonnant ne l'y incitait.

Selon Bernard Gorceix, son style est tortueux et lourd, beaucoup plus que celui des autres alchimistes de son temps. Sa phrase ne se dégage pas, elle ignore la ponctuation, elle s'encombre de mots de liaison et de conjonction double de coordination. Pour convaincre, Paracelse peut répéter, et des pages durant, la même accusation ou la même démonstration :
« Paracelse parle un idiome encore jeune, confus à loisir, ouvert à tous les souffles linguistiques. Il n'a pas le génie linguistique de Rabelais, mais il aime comme lui puiser à toutes les sources […] Il parle une langue toute différente de la nôtre. Il est de son temps au moment même où il dépasse son temps […] Sa médecine mûrit lentement en brisant l'écorce, elle sort de terre et est encore en germe […] Il déborde parfois de mépris parce qu'il sait qu'il renouvelle sa science. Il doit, comme il le dit lui-même, être le séparateur, " comme s'il séparait les ténèbres et la lumière, le jour et la nuit, comme Dieu qui accomplit, créant le monde, l'œuvre de séparation " ».

### Philosophie chrétienne de la nature
Au XVIe siècle, la philosophie de la nature n’est pas autonome. C'est particulièrement le cas chez Paracelse dont la vision des phénomènes de la nature (physique, astronomique) est conçue incluse dans la théologie. Dieu est au centre de sa vision du monde.
Sa vision du monde est en cela très différente de la philosophie naturelle d'Hippocrate et Galien, qui reposait sur une forte exigence de rationalité et qui ne laissait aucune place aux divinités, au surnaturel et aux forces secrètes magiques. Tout l'effort théorique de Paracelse va être de contrer la médecine galénique rationaliste de l'Antiquité païenne en élaborant un fondement chrétien et alchimique de la médecine.
La pensée analogique de Paracelse se fonde sur l'idée néoplatonicienne de l'unité et de la sympathie de toutes choses. Son système explicatif recourt aux grandes figures de l'affinité de l'époque, comme la correspondance microcosme-macrocosme, la théorie de la signature et les métaphores alchimiques. Quand Paracelse cherche à comprendre quelque chose, il est toujours fasciné par une vision globale des choses, il vise une science universelle, une théorie du tout, englobant l'homme, le cosmos, la médecine, l'astrologie, la magie, l'alchimie et la religion.

#### Identités occultes
La pensée de Paracelse est un processus de réification avec substitution, confusion de niveaux et identification des opposés. Par exemple les rapports entre macrocosme et microcosme sont plus que des correspondances analogiques. Paracelse écrase les deux pôles en un seul : L'Homme n'est pas analogue au macroscome, il est le microcosme. Plus qu'un simple reflet du macrocosme, l'Homme, en tant que résultat d'une Création faite pour lui, contient en lui-même tous les éléments de l'univers : minéraux, plantes et bêtes. Le déplacement de l'analogie à l'identité est total.
Paracelse ne fait pas de distinction entre la métaphore et le sens littéral, le signifié et le signifiant. Il joue sans cesse de la transformation de l'immatériel en matériel et inversement : « chaque objet n'est rien d'autre qu'une fumée solidifiée » ou « l'Homme n'est qu'une vapeur condensée ». L'esprit ne s'oppose pas à la matière corporelle, il en est la plus fine partie. Tout corps solide contient une âme, et il n'existe pas d'âme sans corps.
Selon Kurt Goldammer (de) (1916-1997), le système de Paracelse est un « monisme vitaliste », et pour Walter Pagel (1898-1983) ses idées de Dieu, du monde, et de l'Homme sont toutes basées sur l'unité de l'esprit et de la nature. Dans le système idéal de Paracelse, la danse n'est pas séparable du danseur. Sa quête vise à la totalité : la connaissance passe par l'union (la fusion littérale) entre l'observateur et l'observé.

#### Théorie de la connaissance
Dans un grand nombre de ses ouvrages, Paracelse s'est interrogé sur les sources de la connaissance. Pour lui, il y en a deux sources : la lumière de la nature et la lumière de la révélation. Le fondement de la connaissance dans les deux cas est le même : Dieu, l'Esprit Saint ou la Trinité entière. « Dieu est la racine de la vérité… personne ne peut l'extirper ».
 « La lumière de la nature nous est dispensée par l'Esprit sidéral. Toutes les sciences, tous les arts sont des dons distribués aux hommes par son ministère, sans aucune exception (Grande Astronomie p. 76).»
La lumière de la nature est un soleil qui pénètre toute chose, qui donne à toute chose la transparence du cristal. Ce soleil est aussi un œil grâce auquel la nature scrute ses propres profondeurs. La science que la nature communique au médecin, est préformée en elle.
Ce que Paracelse appelle experientia n'est pas l'expérience au sens moderne, mais la lecture du livre de la nature de préférence aux livres des humains. De l'experientia dérive la scientia, une connaissance qui est plus que le savoir contenu dans l'esprit de l'observateur : la scientia pré-existe de façon autonome dans l'objet de l'expérience. Paracelse souligne l'immediateté de la scientia qui est aussi réelle dans l'objet étudié que dans l'esprit du savant qui l'étudie.

Selon Alexandre Koyré :
« Connaître n'est-ce pas devenir en quelque sorte identique à l'objet ou la personne que l'on veut connaître ? […] Pas de connaissance sans sympathie, et pas de sympathie sans similitude. C'est le semblable qui connaît son semblable ; c'est par ce qui est en nous que nous pouvons connaître ce qui est semblable en dehors de nous ».

### Les Quatre Éléments et les Trois Principes

#### Éléments païens
Quoiqu'il en dise, et cela fait partie de ses contradictions, Paracelse ne rejette pas entièrement la philosophie païenne : il adopte l'ancien fondement ontologique grec de la matière, provenant des philosophes grecs présocratique, basée sur les Quatre éléments : la terre, l'eau, l'air et le feu, et utilisée par Galien. À la Renaissance, cette théorie avait déjà près de deux mille ans d'âge. Il faudra encore attendre la fin du XVIIIe siècle pour que les travaux d'Antoine Lavoisier consacrent définitivement l'abandon de cette théorie avec l'avènement d'une chimie indépendante, émancipée de ses racines vitalistes.
Ces Éléments permettent d'expliquer l'existence et les propriétés des corps composés qui résultent de leur mélange. Paracelse divise les Quatre Éléments en deux couples : d'une part, le feu et l'air, d'autre part l'eau et la terre. Le premier couple (feu, air) forme le ciel et possède un statut supérieur au second couple qu'il ramène à la terre. Donc le ciel régit la terre.
Le plus souvent Paracelse ne parle que de la terre et de l'eau, des éléments qu'il qualifie de corporels, qui sont symbole de la matérialité grossière. Le feu devient une entité universelle qui habite les quatre éléments. Ce feu universel c'est lastrum sorte d'âme du monde, réalité invisible des astres, ensemble de leurs vertus, activités et influences. Car il faut distinguer le ciel visible, formé des astres (au pluriel), du ciel invisible, de l'astrum (au singulier).

#### Alchimie chrétienne
Paracelse rajoute à ces Éléments des substances venant de l'alchimie. Au Moyen Âge, l'alchimie de langue arabe et latine avait développé une théorie suivant laquelle les métaux étaient formés de soufre et de mercure. Paracelse y ajoute un troisième principe le sel. Cette adjonction correspond probablement chez lui à un besoin profond d'accorder tout schéma explicatif au modèle trinitaire.
Soufre, mercure et sel ne sont pas des éléments chimiques au sens moderne, mais des principes alchimiques désignés comme « essence », ou même « âme », souvent appelés « soufre, mercure… des philosophes ». Au cours des opérations alchimiques en laboratoire, surtout de distillation, trois types de produits peuvent être obtenus : Mercure est le principe des liqueurs spiritueuses (esprit volatil, vapeur condensée par refroidissement) , Soufre celui des consistances huileuses inflammables, Sel (goût et solidité) celui des résidus de cendres.
Paracelse dispose ainsi sur le modèle de la Trinité chrétienne (le Père, le Fils et le Saint Esprit), les trois étages de l'univers (l'univers matériel, l'univers astral et Dieu) et la triade des principes alchimiques, la Tria prima ou Tria principia (Mercure, Soufre et Sel).
Sa philosophie s'appuie sur des textes sacrés, en particulier le livre de la Genèse, où il interprète la Création du monde en six jours comme un processus alchimique de séparation. Dans le laboratoire de l'alchimiste, ce processus rend visible l'invisible, grâce au feu, les composants cachés peuvent être révélés. Conçue comme une scientia separationis, une technique pour briser les substances et un œil pour voir sous leur surface, l'alchimie devint la voie principale de la connaissance des substances naturelles. Dans Opus paramirum, Paracelse introduit le terme d'art Spagyrique ou art de Vulcain pour désigner la technique alchimique de décomposition des substances « en rétrogradant à la première de toute chose ».
La philosophie naturelle de Paracelse est une magie naturelle , un mysticisme où le sujet intériorise la parole divine en visions directes, à l'image de la fusion mystique du Christ et de Dieu. La foi, plus que l'apprentissage, rend possibles les opérations magiques.
Les relations entre les quatre éléments matériels, leurs qualités élémentaires (sec, humide, chaud et froid) et les trois principes ne sont pas clairs chez Paracelse. En revanche, en proposant une alternative à la théorie des quatre humeurs de Galien, Paracelse travaille à saper l'édifice galénique et corrélativement l'édifice aristotélicien, ce qui constituait un défi et une menace pour les institutions universitaires.

### Place et conception de l'Homme
L'Homme n'est pas entre la Terre et le Ciel, il est le centre commun de la Terre et du Ciel ensemble. La pensée de Paracelse est dominée par l’idée que le monde ne prend sens que par la notion de salut par le Christ. L’Homme possède une prédestination supérieure orientée vers le monde de la résurrection, du « limbe éternel ».

#### Composition corporelle
Paracelse voit l’Homme comme un composé, à la fois céleste et terrestre. « Dieu après avoir créé le grand monde [le macrocosme] a formé le petit monde [le microcosme]. L'homme est ce petit monde qui contient toutes les qualités du grand monde. », nous dit-il dans La Grande Astronomie(p. 105). L'interrelation entre les deux mondes se fait par l'intermédiaire d'émanations astrales.

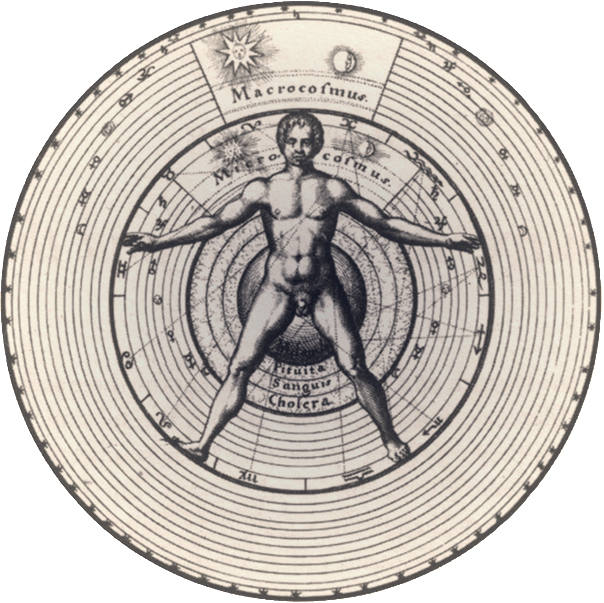
L'homme, microcosme dans le macrocosme, d'après Robert Fludd.

L'Homme possède donc à la fois un corps élémentaire, un corps sidéral et une partie divine.
L'homme a deux corps : l'un qui lui vient des Éléments, et l'autre qui est issu de la nature sidérale. Lorsque l'homme meurt, le corps élémentaire, avec son esprit, va à la terre, et le corps astral est consumé au firmament. Quant à l'esprit qui habite la partie divine de l'homme, l'image de Dieu, il rejoint celui qui l'a envoyé. Ainsi chacune des trois parties de l'homme, à sa mort, revient à son origine pour s'y absorber.(Paracelse, La Grande Astronomie, p. 88)
L'objectivation de la correspondance macrocosme-microcosme, est poussée à l'extrême puisque pour lui, des éléments du cosmos vivent dans l’Homme lui-même. L’influence des astres sur l’Homme se fait directement, ce qu'il exprime par :
 le firmament est à l'intérieur de l'homme, tout le firmament, avec les grands mouvements des planètes et des étoiles, qui entraînent des exaltations, des conjonctions, des oppositions et d'autres phénomènes semblables (La Grande Astronomie).
Les planètes se trouvent liées aux principaux organes du corps et agissent donc à l'intérieur de l'organisme. Cette vue est à l'origine d'une nouvelle interprétation de l'astrologie qui se retrouve partout dans son œuvre.
De plus, en tant qu'être appelé au salut, l'Homme possède aussi un corps glorieux, éternel, son âme. Ainsi l'Homme se compose:
- d'un corps terrestre, obtenu lors de la première naissance, comportant
  - une partie visible, faite de chair et de sang, représente l'animal qui retourne aux éléments à la mort
  - une partie invisible, insaisissable, est le propre de l'Homme : c'est l'esprit qui est responsable de l'entendement, des facultés sensitives et de l'imagination (source éventuellement d'erreurs). Cette partie est sidérale, dirigée par les astres. À la mort, elle retourne vers les astres, par exemple la partie sidérale prêtée par Vénus à la naissance, va retourner à Vénus[n 13].
- d'un corps glorieux (l'âme immortelle) ; c'est le corps impérissable, celui obtenu par le baptême, qui croît par le biais de l'Eucharistie[10], et qui sera celui de la Résurrection. Ce nouveau corps a été donné par Dieu le Fils à l'âme pour permettre à l'Homme d'être corporellement présent au ciel.

| Les trois corps de l'homme |                          |                                    |                              |
| Corps terrestre            | corps physique visible   | à la mort retourne aux éléments    | corps de chair et de sang    |
| Corps terrestre            | corps sidéral, invisible | à la mort retourne vers les astres | responsable de l'entendement |
| Corps glorieux             | âme immortelle           | présent au Ciel                    | chair céleste du Christ      |

#### L'âme comme image ou reflet
La notion paracelsienne de l'âme est l'image biltnus ou spigelbilt, en l'occurrence le reflet céleste en l'Homme, créature à l'image de Dieu. C'est l'âme qui rend l'Homme semblable à Dieu, l'âme étant la partie divine de l'Homme.

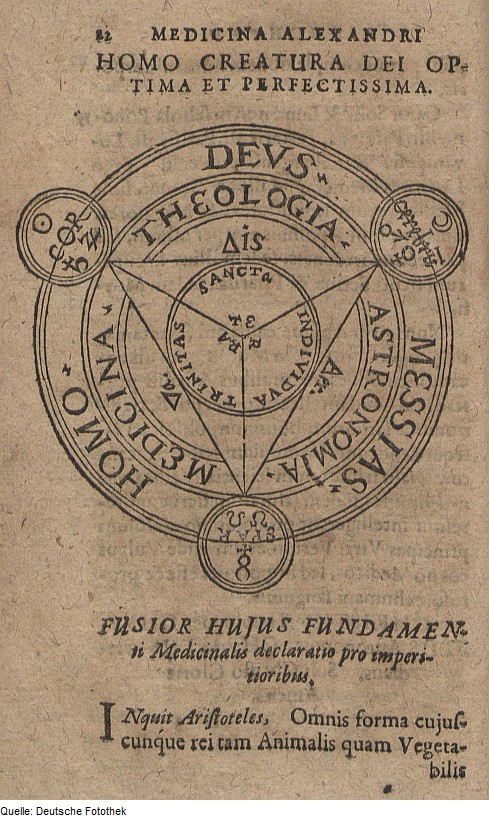
Le principe alchimique de la Trinité.

Dans cette conception à trois niveaux, les deux premiers sont de l'ordre de la nature et de la création, le troisième de la surnature. Tous les niveaux sont rattachés à Dieu mais à une personne divine différente : la nature est rattachée au Père, la surnature au Fils et à l'Esprit Saint. Dieu le Père est le Dieu du monde selon la première création, le dieu de tous les païens et non-baptisés. Bien sûr, il est aussi le Dieu des enfants du Christ mais seulement dans leur dimension mortelle. En revanche, leur surnature est l'apanage de Dieu le Fils.
À chacun des trois degrés de l'échelle humaine, sont attachées à la fois un corps et un esprit. Ces trois esprits sont généralement appelés lumières par Paracelse. Dans son œuvre, Paracelse analyse l'homme de deux manières : un schéma trichotomique, traditionnellement nommé corps-esprit-âme, mais aussi parfois suivant un schéma dichotomique corps-âme.
Paracelse propose donc une philosophie de la nature chrétienne sur laquelle fonder une médecine vraiment chrétienne qui soit une alternative à la médecine galénique fondée sur une philosophie de la nature naturaliste (écartant toute forme de transcendance) et rationaliste de l'Antiquité païenne. Paracelse tente aussi de donner sur cette même base, à la magie et à l'astrologie, une interprétation scientifique et « rationnelle ». Il s'agit, en quelque sorte, de la création d'une nouvelle représentation magique du monde à l'aide d'un (pseudo-)naturalisme ou rationalisme magique.
Cette représentation implique un double mouvement (circulaire ou en miroir) micro-macrocosme où le même terme est lié à deux choses différentes. Par exemple l'imagination de l'homme est un pouvoir de son esprit, mais aussi identique au « pouvoir magnétique de la comète » qui peut influencer la vie terrestre ; ou la peste est un fléau terrestre, mais aussi identique au péché originel qui a infecté le Jardin d'Eden.
La pensée métaphorique de Paracelse va de l'étrange à l'étrange, sans se référer au familier. Paracelse rejette les preuves et arguments logiques : il propose des visions en espérant que le lecteur les verra comme il les voit. Sa pensée, souvent confuse et contradictoire, fonctionne en cercles vicieux répétitifs, le lecteur risquant de perdre contact lorsque l'auteur invente ses propres néologismes pour les décrire.

### Théorie des signatures
Par émanations astrales, chaque chose et chaque être exprime par sa configuration extérieure (couleur, forme etc.) sa réalité invisible. De là chaque chose, créée par Dieu pour l'Homme, porte en son extérieur, la « signature » de Dieu par laquelle nous pouvons juger des forces et des qualités qu'elle recèle, ce qui nous permet, en examinant une plante ou un cristal, de savoir d'avance, ses propriétés médicinales. La nature est une science visible (un livre à lire), la science n'est que nature invisible (le sens par rapport à la lettre). Dans la pensée de Paracelse, les deux se confondent, l'Homme les « comprend » dans leur unité.
La vertu d'une plante apparaît grâce à une figure (ou signature) apparente que le naturaliste doit interpréter. L'orchis possède une paire de tubercules (un jeune en formation et un ancien, flétri), ressemblant aux testicules de l'homme. D'ailleurs, son nom orchis est emprunté au grec ὄρχις / órkhis, « testicule », et pour le médecin philosophe, c'est là son vrai nom, le seul qui lui convienne. La plante-testicule va par son lien de sympathie soigner l'insuffisance testiculaire.
La signature révèle non seulement la vertu des plantes, des pierres et des métaux mais aussi le cœur de l'homme. Paracelse la justifie ainsi : « un dicton allemand qui veut que plus on est tordu, plus on est sot. […] Si l'homme est roux, il a le cœur roux [déloyal]. Réciproquement, si on a l'esprit de travers, le corps sera à l'avenant. Il sera bossu, le nez et la bouche seront de travers… (Grande Astronomie, p. 198) ».
Cette notion de signature domine toute la philosophie de la Renaissance, elle était connue depuis Aristote, sous le nom de physiognomonie. Elle est longuement exploitée par Giambattista della Porta (1535-1615) qui les rapportent aux signes universels qui tissent la Création.

### Métaphores alchimiques
La Vie et la Nature sont les grands thèmes de la philosophie paracelsienne. La nature est vie et la vie est l'essence la plus profonde de la nature. Le monde est vivant, vivant dans toutes ses parties, il n'y a rien en lui qui ne le soit : les pierres et les astres, les métaux, l'air et le feu.
Selon Koyré, ce qui rend difficile la compréhension de la philosophie chimique de Paracelse, c'est qu'il faut en même temps partir de Dieu et de l'Homme, du haut et du bas, de la descente et de la montée. Par exemple, l'Homme et le monde d'ici-bas sont cagastriques, produits d'une chute, celle du péché originel, mais ils sont aussi destinés à revenir à un plan supérieur par la voie de la Grâce et du Salut.

#### Vulcain et Archée
Dieu a créé toutes choses comme des semences. La nature n'est pas achevée : elle est devenir. Tout le travail de la nature est une alchimie universelle qui a pour fin d'achever la création commencée par Dieu (Sämtliche Werke éd. Suddhoff, VIII 181). Le processus de la Création est essentiellement vu comme un processus « chimique » de séparation, à partir d'une prima materia ou mysterium magnum incréé et éternel. Ce processus nécessite des forces que Paracelse personnalise en « artisans-opérateurs ».
Le rôle de l'Alchimiste (ou Vulcanus) est de mener la transformation du mysterium magnum en matière ultime, « de conduire à son terme ce qui n'est pas encore parvenu » (XI, 186).
Dieu a tout créé ; de rien il a fait quelque chose […] Et si toutes choses ont été créées de rien en vue d'une fin, aucune, cependant, ne l'a atteinte complètement. […] C'est au Vulcanus d'accomplir cela. Toutes les choses sont créées afin que nous en disposions, mais pas comme il conviendrait qu'elles fussent. Le bois pousse en vue de sa fin, mais il n'est ni charbon ni bûche. (Le Labyrinthe des médecins errants p. 42)
Pour assembler ce matériel en unités individuelles dotées de « vie » (d'activité), le Vulcanus Alchimiste a besoin d'un assistant spécifique appelé Archeus (Archée). L'Archée « dirige toute chose vers sa nature essentielle » par un processus de séparation, proportion et distribution.
Si le Vulcanus est un opérateur universel (transformer, séparer et purifier) dans le monde extérieur, l'Archeus est un opérateur spécifique à l'intérieur même de chaque organisme individuel.
L'archée principale de l'Homme est la force située dans l'estomac, qui sépare et transforme la nourriture. Parlant du pain, Paracelse évoque deux transformations alchimiques : d'abord du blé en farine puis de celle-ci en pain, effectuées par un Vulcanus externe ; ensuite la métamorphose du pain en sang et chair, effectuée dans l'estomac par le Vulcanus interne ou Archée. L'Archée de l'estomac sépare les bons ingrédients pour en faire de la chair et du sang, des mauvais qui sont ensuite expulsés sous forme de déchets.
L'image de « l'alchimiste interne » constitue, d'un point de vue moderne, une métaphore de la digestion. Pour Paracelse, l'Archée de l'eau est ce qui fait croître les plantes et les arbres, et l'esprit qu'il appelle Stannar est ce qui produit la forme cristalline chez les minéraux. Les alchimistes internes et externes sont une même réalité de nature alchimique (l'alchimie appliquée au vivant mène à une iatrochimie).

#### Distillation et séparation

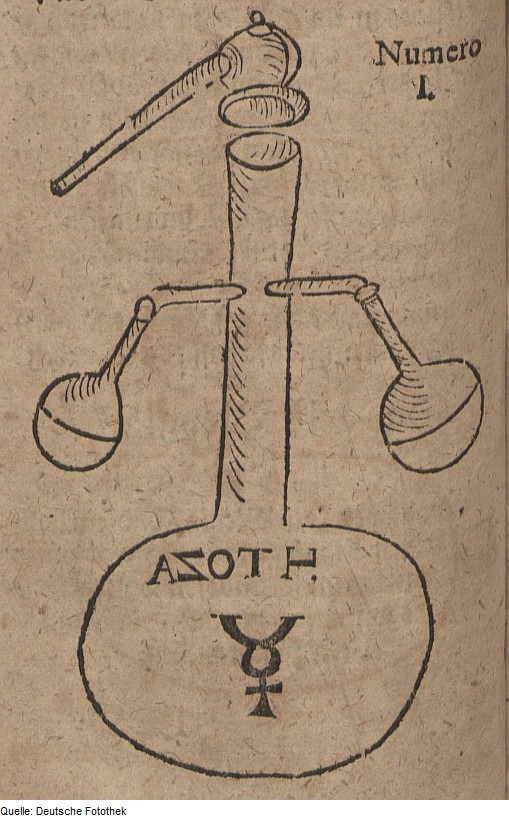
Illustration d'un traité d'alchimie de 1599.

Les analyses par le feu de Paracelse sont des tentatives répétées de distinguer les forces de vie des substances de vie, d'où son besoin constant de concepts tels que spiritus vitae (esprit vital), Quinta essentia (quintessence), Arcanum (arcane ou mystère). La vertu ou l'essence d'une plante peut être séparée de sa substance périssable (laissée comme cendres) comme le pur métal est extrait de son minerai.
Paracelse pense les phénomènes naturels comme des processus alchimiques de transformation, de séparation et de purification (de distillation par le feu). Le processus de distillation lui sert à expliquer des phénomènes terrestres tels que la pluie, les volcans et les torrents de montagne. La terre est un immense fourneau avec un feu central. Ce feu est à l'origine des volcans et des eaux souterraines chaudes (eaux thermales). Cette eau s'évapore et se condense au sein des montagnes qui fonctionnent comme des alambics gigantesques en laissant s'échapper l'eau des torrents.
Ce feu interne produit une moisissure nécessaire à la végétation, comme à la formation des métaux et minéraux. Les filons croissent comme les plantes au sein d'une matrice terrestre fécondée par une semence astrale.
Le processus alchimique de séparation est mis en œuvre quand il faut séparer le bon grain de l'ivraie, le métal des scories. Dans toute bonne chose, il y a aussi du poison. On peut l'éliminer par opération alchimiste, ce que fait naturellement chaque organe du corps en séparant le pur de l'impur, le pur est retenu pour la croissance et la santé, l'impur est excrété et éliminé.

## Œuvre médicale

### Quatrepiliersde la médecine paracelsienne
En 1530, Paracelse présente un texte de justification sur les bases de sa médecine, le Paragranum. Ce texte se compose d'une préface et de quatre livres, chaque livre étant une colonne ou pilier sur lequel la médecine repose : la philosophie, l'astronomie, l'alchimie, la vertu,.

#### Philosophie et astronomie
Chez Paracelse, les termes de philosophie et d'astronomie ont un sens particulier. La philosophie, ce n'est pas le savoir des Autorités, ce savoir antique qui n'est qu'une écume nuisible à la surface des choses, mais la compréhension directe d'une seule autorité, celle de la nature :
« Qu'est-ce que la philosophie sinon la nature invisible ? […] La nature est l'incarnation de la vérité, et la philosophie est dans l'homme comme elle est au dehors, mais insaisissable, elle est semblable à quelqu'un qui se regarde dans un miroir.
 Cette philosophie concerne le domaine de la terre et de l'eau, le monde du microcosme inférieur,.
Le second pilier, l'astronomie, concerne l'air et le feu, le monde du macrocosme supérieur, de même nature et essence que le monde inférieur, mais sous une forme dédoublée. L'astronomie est une philosophie céleste, et toute connaissance est astrale. Paracelse suppose l'existence d'opérations secrètes, des arcanes cosmiques qui exercent une influence : l'influence bonne ou mauvaise du soleil, les maladies du firmament qui se répercutent sur la terre… 
 « La terre est reliée au ciel, comme le jaune est suspendu dans le blanc de l'œuf. L'un supporte l'autre. Ne cherche pas une autre explication »,. 

#### Alchimie
Une fois connues la philosophie et l'astronomie, il reste à appliquer ces connaissances. L'alchimie est un art qui consiste à achever ou à affiner les choses que la nature a laissé inachevées ou à l'état brut. « La médecine doit mûrir comme le soleil fait mûrir les poires […] la médecine doit porter ses fruits comme l'été ». Pour cela :
 « vous devez revenir en arrière, vous devez décomposer, décomposer toutes les œuvres que la nature a produites, à tous les échelons, et si vous en êtes incapables, si j'en suis incapable, nous ne sommes que des criminels, des étrangleurs, des néophytes et des bacchantes ».
Les apothicaires se contentent de tout faire bouillir ensemble pour des décoctions où tout reste mélangé. « Qui nierait que dans toute bonne chose, réside aussi du poison ? Tout le monde le sait. […] ne doit-on pas alors séparer le poison de ce qui est bon ? ». On peut ainsi corriger les plantes et en faire des remèdes efficaces et non toxiques. « Il appartient au médecin qui veut s'instruire, de savoir ce qu'est la calcination et la sublimation ».
Pline et Dioscoride ont parlé des herbes sans aucune pratique ; ils tenaient leur science de bavardages mielleux et des traités des nobles et savantes personnes. N'est-ce pas de l'impudence ? Expérimentez et voyez si c'est exact. Mais vous, vous l'ignorez. Vous ne poussez pas les choses au bout, vous ne vérifiez pas les écrits des auteurs et des docteurs dont vous vous flattez d'être les disciples. 
L'alchimie agit par les arcanes astrales, la médecine ne peut rien sans l'aide du ciel.

#### Vertu
Le quatrième livre porte sur la vertu. Ce texte est considéré comme l'un des plus importants de la Renaissance par les historiens de l'éthique médicale. Le vrai médecin doit avoir pour modèle la brebis ou l'agneau, qui portent leur laine non pour eux mais pour les autres. Sa science est au service des malades, y compris des pauvres, par amour du prochain. Les faux médecins sont des Pharisiens, des hypocrites, et de faux prophètes, qui se comportent comme des loups par amour du gain, profitant des malades par vol et rapine.
Le médecin croyant doit exercer une mission apostolique : c'est par une foi sincère qu'il accède à une même vérité, celle de Dieu et celle de la médecine. Le vrai médecin conserve pureté et pudeur, il n'agit pas avec superbe mais avec modestie, en restant humble devant Dieu, car c'est de lui que dépendent finalement la vie et la mort.
Un bon médecin doit suivre la convenance ou congruitas qui consiste à appliquer l'ordre et la loi de nature. Il doit se former très tôt pour acquérir une expérience et une culture suffisante, comme l'arbre qui doit pousser avant de porter ses fruits. Alors le médecin peut exercer son dévouement comme intermédiaire de Dieu en supportant les louanges et les misères de la médecine : le médecin doit poursuivre son œuvre tout en étant convaincu que Dieu peut accomplir ou contrecarrer les actions du médecin.
Selon Klaus Bergdolt (de) (1947-2023), Paracelse reproche aux autres médecins d'abandonner le malade dans les situations sans espoir. En prenant appui sur une morale chrétienne, il se démarque de l'éthique hippocratique, jugée païenne, des médecins galénistes (la médecine ne peut pas plus que la nature) : le médecin doit se dévouer, le reste (la guérison ou la mort) relève du mystère divin.

### Innovations médicales
Selon Alexandre Koyré, le savant errant a été l'objet de commentaires contradictoires : « Qui était-il ce vagabond génial ? Un savant profond qui aurait, dans sa lutte contre la physique aristotélicienne et la médecine classique, posé les bases de la médecine expérimentale ? Un précurseur de la science rationnelle du XIXe siècle ? Un médecin érudit génial, ou un charlatan ignorant, vendeur d'orviétan superstitieux, astrologue, magicien, faiseur d'or, etc. ? Un des plus grands esprits de la Renaissance, ou un héritier attardé de la mystique du Moyen Âge, un gothique ? ».
Paracelse était un homme de son temps et croyait comme la plupart des hommes de la Renaissance, que pour percer l'insaisissable mystère du monde, on pouvait s'en remettre à la magie, à la divination, à l'influence des astres sur les objets sublunaires, à la puissance des arcanes et de surcroît en tant qu'homme de foi, il attribuait un rôle central à l'influence des forces surnaturelles et divines sur les hommes.
Pourtant au milieu de cette constellation d'idées très marquées par l'époque et qui n'allaient pas survivre dans la pensée médicale moderne, brillaient quelques idées médicales fortes et innovantes qui allaient infléchir le cours de l'histoire de la médecine.

#### Vers une approche ontologique des maladies
Paracelse récuse la théorie des humeurs de Galien et de la médecine scolastique où l'origine de la maladie résidait dans un déséquilibre des quatre humeurs. Par conséquent, les remèdes galéniques visaient à rétablir l'équilibre général du patient, chaque malade ayant sa constitution propre (tempérament), les maladies ne constituaient pas des « êtres en soi » ou entités séparables.
Paracelse renverse ces conceptions. Selon lui, chaque maladie est due à un agent ou à une cause particulière que seul un remède spécifique peut traiter. Dans Paramirum, il distingue cinq causes ou cinq catégories d' « êtres » ou entités qu'il appelle entia (présence, influence, force…):
1. une entité astrale, ens astrorum, ou force des astres qui représente les influences extraterrestres et climatiques ;
2. une entité vénéneuse, ens veneni, ou substance poison venant du milieu immédiat. La notion de poison chez Paracelse est très large, jusqu'au niveau métaphysique ;
3. une entité naturelle ens naturale ou mauvaise complexion (mauvaise constitution initiale du corps) ;
4. une entité spirituelle ens spirituale la puissance des esprits, responsable des maladies mentales :
5. une entité divine ens Dei ou la présence de Dieu qu'elle advienne naturellement (de par la Création) ou par divine punition.

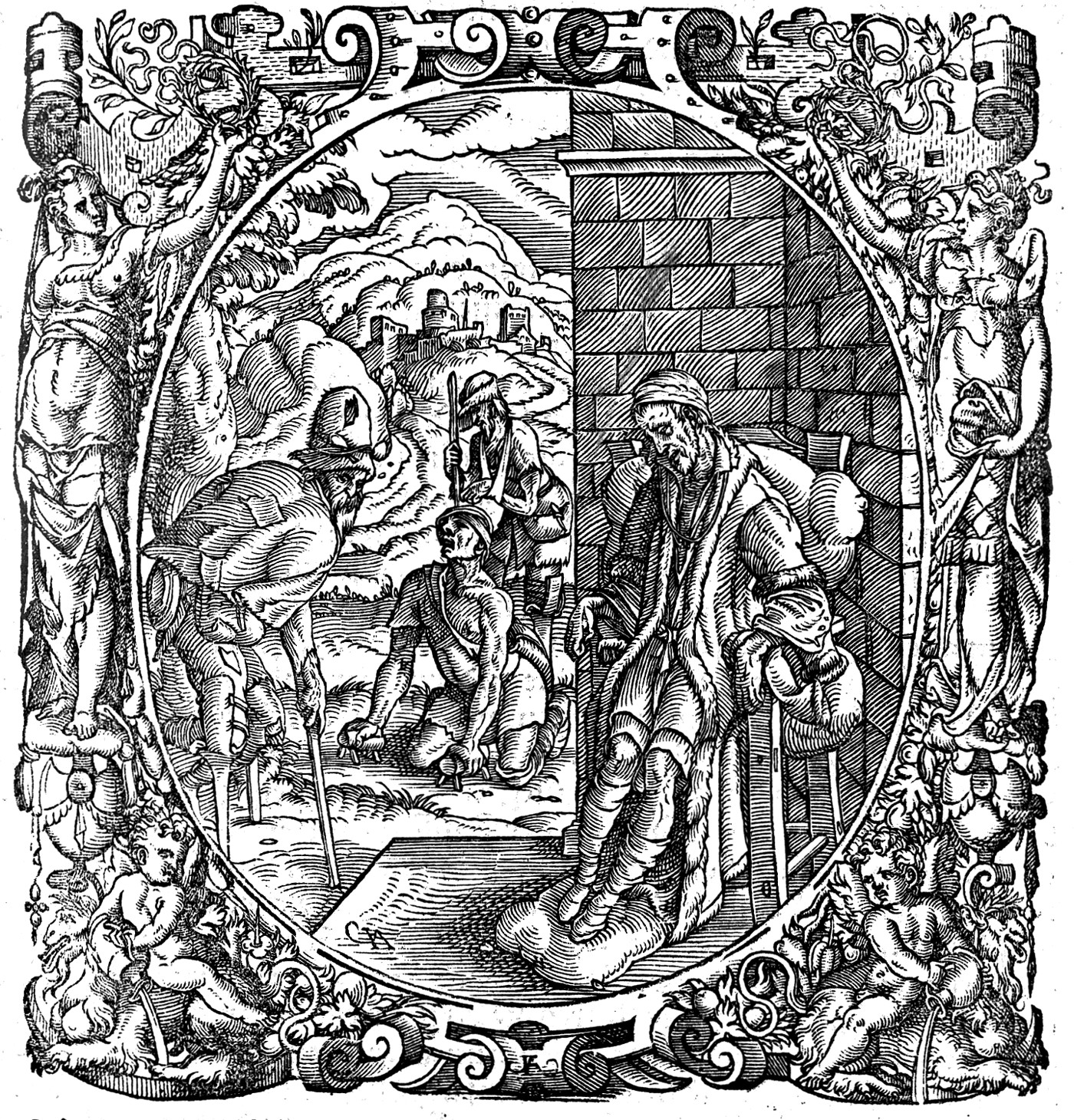
Quatre infirmes appareillés, gravure sur bois de Jost Amman, illustrant lOpus Chyrurgicum (1565) de Paracelse.

Toutes ces causes sont « naturelles » (de la philosophie naturelle de l'Antiquité), sauf la cinquième qui se démarque radicalement de la médecine païenne.
Pour Paracelse, les maladies sont des êtres dotés d'une structure propre, qui vivent leur propre vie en « parasitant » l'organisme humain. Elles viennent de l'extérieur en s'opposant à la constitution du malade. Il insiste sur la spécificité des maladies : « chaque maladie provient d'une semence, elle se développe comme un arbre avec ses fruits ». Ce modèle est à la fois « chimique » (les processus pathologiques relèvent d'une alchimie interne) et « biomorphe » (les maladies sont une lutte entre deux courants de vie),.
Il prône la notion originale de « maladies tartriques » provenant de substances alimentaires néfastes ou mal assimilées, qui se déposent sur les dents, dans les artères, les articulations et les organes creux, « à l'instar du tartre dans les tonneaux de vin ». Cela signifie que la matière corporelle est originellement corrompue dans son ensemble, elle est cagastrum en lien direct avec la Chute d'Adam,.
Cette doctrine des causes des maladies se complète par l'influence, trop forte ou trop faible, des astres. Car Paracelse, comme les hommes de son temps, y croit fermement ; c'était d'ailleurs le seul moyen d'expliquer raisonnablement la production et la propagation des maladies épidémiques.
Sur le long terme, l'approche paracelsienne préfigure les conceptions modernes de la pathologie (spécificité des maladies) et de la thérapeutique (spécificité des remèdes) :
 « Quelques-unes [des quintessences] portent secours au foie et s'opposent à tous ses déséquilibres. D'autres à la tête, d'autres au cœur, aux reins, aux poumons, à la rate et autres choses encore. Certaines agissent différemment : seulement dans le sang, ou dans le phlegme […]. D'autres s'efforcent seulement contre comme la paralysie, l'épilepsie […]. D'autres sont des narcotiques, des remèdes anodins, des soporifiques, des attractifs, des purgatifs, […] (Archidoxes, p. 50).

#### Nouvelles maladies, nouvelles observations
En 1530, dans son Livre sur l'épilepsie, il insiste sur la miséricorde, vertu indispensable au médecin pour aborder le patient épileptique, puis il établit une description en diptyque établissant une exacte correspondance microcosme et macrocosme entre un phénomène humain (l'épilepsie) et un phénomène naturel (l'orage).
Il est probablement le premier à identifier la « phtisie des mineurs » (silicose, sidérose, tuberculose…) comme un ensemble des maladies pulmonaires d'origine professionnelles dans son livre De la maladie des montagnes et d'autres maladies semblables (1533-1534),.
Natif des vallées alpines, il signale une relation entre le crétinisme et le goitre, mais il l'attribue à tort à la présence de minéraux dans les eaux de source. Il donne comme exemple de minéraux, la marcassite, dont le sens moderne se limite au disulfure de fer, mais dont le sens paracelsien, beaucoup plus large, désignerait toute forme de minéral « immature » indéterminé (dans le cadre de l'idée des métaux qui naissent et croissent au sein de la terre). Dès lors, Paracelse fait correspondre la faiblesse d'esprit des crétins avec l'immaturité du minerai.
Il aurait reconnu la forme congénitale de la syphilis, mais comme les autres médecins de son temps, il englobe sous le terme syphilis toutes les maladies vénériennes (sous l'influence astrale de Vénus).
Il donne une description de l'hydropisie (en allemand wassersucht) qu'il conçoit comme une dissolution du corps, localisée d'abord aux membres inférieurs, elle s'étend jusqu'au thorax et à la tête. Il note la dyspnée, la toux, et l'oligurie. Il compare l'hydropisie à une pluie invisible qui finit par noyer le malade,.
Paracelse avait bien sûr raison d'affirmer le primat de l'expérience sur un savoir livresque figé. Mais l'expérience (Erfahrung) n'a rien à voir avec l'expérimentation scientifique et c'est bien plus que le savoir acquis par l'exercice de la médecine.

#### Vers une chimiothérapie
Paracelse explore de nouvelles possibilités thérapeutiques par la préparation chimique de nouveaux remèdes, non seulement extraits de plantes, mais aussi des métaux et minéraux. Déjà au Ier siècle, Dioscoride prônait l'utilisation thérapeutique de minéraux et de métaux, mais en usage externe, Paracelse les utilise beaucoup plus largement, y compris par voie interne, comme des composés de mercure, arsenic, plomb, antimoine, etc., plutôt dangereux du point de vue toxicologique moderne.

##### Contributions
D'après lui, il faut des remèdes nouveaux contre des maladies nouvelles inconnues des anciens, comme la syphilis. Il reconnaît que ses nouveaux remèdes sont plus violents mais aussi plus efficaces, à condition de les modifier par voie chimique et de contrôler leur dosage. Il recommande de détoxifier les substances dangereuses, soit en les lavant à l'eau et à l'alcool, soit en les oxydant ou les solubilisant, par exemple en chauffant à blanc les cristaux d'arsenic avec du salpêtre ou en convertissant les sulfures de fer toxiques en sulfates thérapeutiques,.

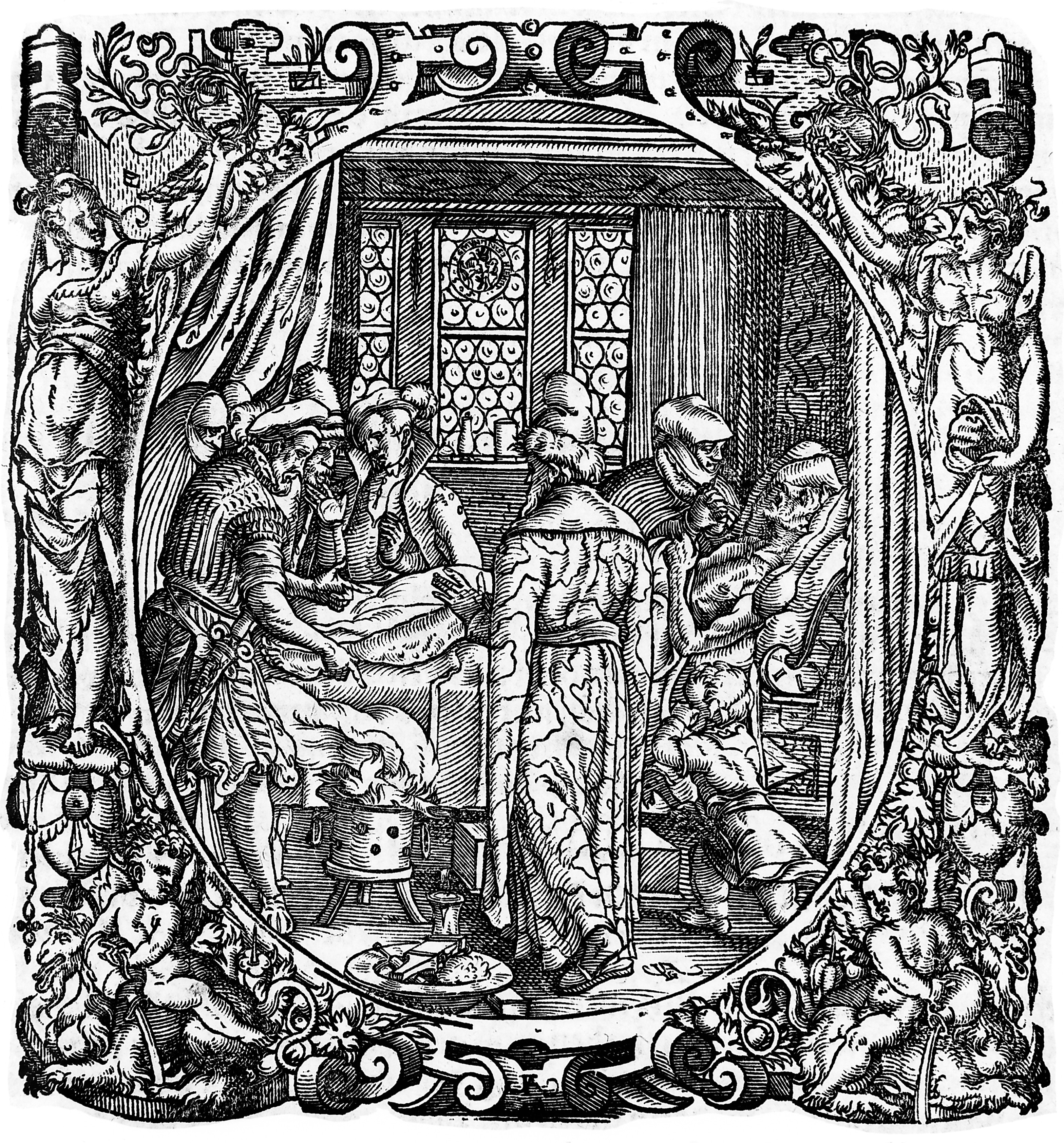
Médecins et nurse auprès du malade, Opus Chyrurgicum (1565) de Paracelse, « j'ai un laudanum supérieur à tout, là où la mort s'approche ».

Selon son fameux adage, c'est la dose qui fait le poison :
Toutes les choses sont poisons, et rien n’est sans poison ; seule la dose fait qu'une chose n’est pas poison,.
Parmi ses contributions notables en pharmacologie, le plus souvent citées, on trouve le fer contre les anémies (sur des arguments astrologiques plus qu'expérimentaux, la planète Mars est reliée au fer, au sang et au rouge), le mercure contre la syphilis et l'hydropisie,.
Paracelse isole une substance qu'il appelle « eau blanche » obtenue en faisant agir du vitriol (acide sulfurique) sur de l'alcool, dont il démontre l'effet narcotique et sédatif sur des poulets. Au XVIIIe siècle, le chimiste allemand August Froben (de) appellera ce liquide très volatil éther,.
Il utilise un extrait d'opium qu'il désigne ainsi dans la Grande Chirurgie « Je possède un archanum / que j'appelle / le laudanum / qui est supérieur à tout / là où la mort s'approche ». Il s'agit d'un ancêtre du laudanum de Sydenham, analgésique le plus utilisé du XVIIe au XIXe siècle avant la généralisation de l'usage de la morphine.
À la différence des galénistes qui traitent toujours par les contraires, Paracelse, inspiré par une tradition populaire, soigne aussi par les semblables (l'effet d'un poison peut être traité par un poison similaire), d'où son intérêt pour l'arsenic, le mercure, l'antimoine, etc. Son utilisation de l'antimoine est à l'origine de la fameuse « guerre de l'antimoine » qui fit rage en France durant un siècle (1566-1666).

##### Évaluations
Si Paracelse est bien reconnu comme figure fondatrice du passage historique de l'alchimie médiévale à l'iatrochimie, son rôle et sa valeur comme précurseur de la science moderne (en chimiothérapie et toxicologie) font l'objet d'appréciations divergentes, notamment lors du 400e anniversaire de sa mort en 1941 et du 500e anniversaire de sa naissance en 1993,.
Selon Pagel, Paracelse est porteur d'une double tradition contradictoire, celle du Paracelse magicien mystique et celle du Paracelse observateur empirique. Se pose alors la question de la coexistence de ces deux Paracelse, dont l'un devrait être considéré comme précurseur, question qui en entraîne plusieurs autres : si cette séparation est justifiée ou pas (anachronisme, présentisme, historicisme, etc.), si la tradition occulte a préparé ou influencé l'avènement des sciences modernes.
Selon les auteurs, les jugements sur Paracelse vont de l'adulation au rejet sans appel, il peut être vu comme le fondateur de la chimie médicale et de la toxicologieou comme n'ayant rien apporté en science et en médecine, sinon des déclarations tonitruantes.
Ces jugements peuvent évoluer en se retournant, par exemple « c'est la dose qui fait le poison » de Paracelse est vu comme un apport fondamental qui fonde la toxicologie moderne. Cependant, au XXIe siècle, cette règle de la relation dose-effet est elle-même remise en question, car trop simpliste pour des phénomènes complexes à une échelle globale. Il y aurait une toxicologie règlementaire qui en resterait au « dogme de Paracelse », et une écotoxicologie qui prend en compte les conditions environnementales en abordant des problèmes mal compris ou sous-estimés.
Pour ces toxicologues, la figure de Paracelse reste un modèle exemplaire, mais sur un autre plan : un modèle d'audace et de vaillance scientifique, s'appuyant toujours sur les faits plutôt que sur les Autorités, par amour du genre humain.

#### Vers une psychiatrie psychosomatique
Paracelse a soutenu que le corps pouvait affecter l'esprit et qu'inversement une maladie mentale pouvait affecter le corps. L'esprit est d'abord l'expression du corps vivant. Le corps est habité par l'esprit et ne peut exister sans lui. En revanche, l'âme a la possibilité d'une existence post mortem.
On peut illustrer les effets du psychisme sur le corps chez Paracelse par le cas de la syphilis ou de la peste. L'esprit de l'homme est à l'origine de la maladie, nous dit-il : « Puis donc que l'esprit en l'homme, est l'origine de cette maladie, tu dois savoir que la volupté, cupidité & affections d'iceluy, lesquelles adviennent en ses pensées, fantaisies ou imaginations, créent un corps en luy ».
Suivant les textes, il peut se contredire. Il peut soutenir ainsi parfois que la démence est une maladie qui peut être traitée médicalement et d'autres fois que les aliénés doivent être enfermés dans une pièce noire. Ces contradictions pourraient résulter de son évolution personnelle. Selon Midelfort, Paracelse désillusionné par les capacités de la raison à comprendre le monde, serait passé d'un grand enthousiasme pour l'alchimie et la philosophie naturelle à une vision profondément chrétienne de l'homme et du monde.
Ces contradictions reviennent à s'appuyer :
- soit sur un schéma ternaire corps-esprit-âme de l'homme. Au corps (niveau terrestre) les maladies physiques, à l'esprit (niveau astral) les maladies mentales, le niveau supérieur étant celui de l'image (biltnus), le propre de l'homme (maladies liées au péché ou à une possession démoniaque) ;
- soit sur un schéma binaire où le corps et l'esprit sont confondus et où l'âme n'est pas la même que dans le schéma ternaire. Ce schéma binaire est d'ordre éthique, reprenant le dualisme chrétien du bien (la santé, don de Dieu) et du mal (le péché et le démon, sources de maladies).

##### Maladies terrestres
Dans son schéma ternaire, il retient cinq maladies mentales naturelles, liées au corps terrestre et ne relevant pas des démons, et qui peuvent détruire la raison :
1. l'épilepsie,
2. la manie,

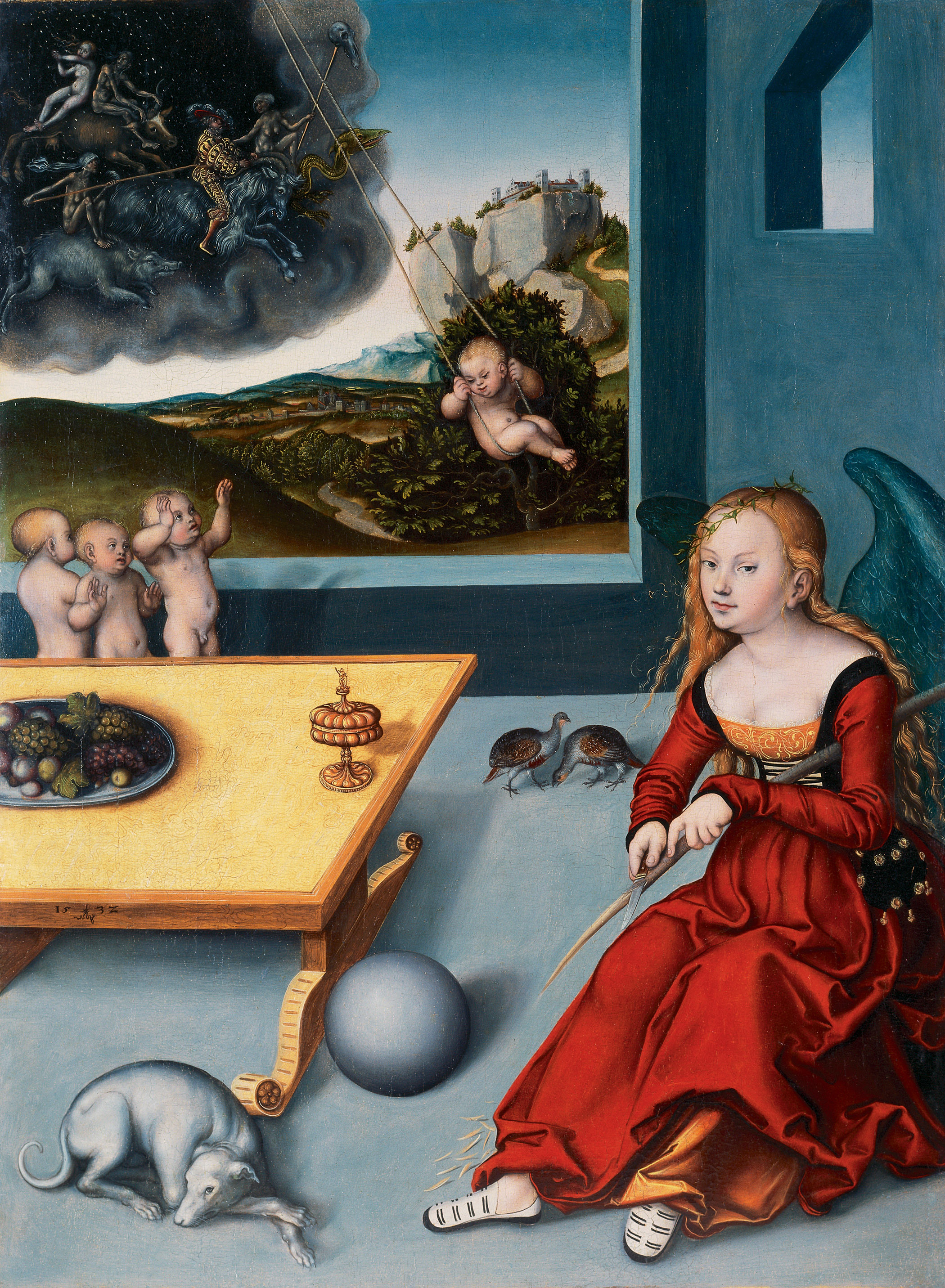
La Mélancolie, Cranach (1532). La séduisante jeune femme est là pour nous séduire et nous piéger. Pour les Réformés, la mélancolie est un piège diabolique, un péché.

3. la danse de Saint Guy (chorea lasciva),
4. la suffocation de l'intellect par des vers parasites, par désordre utérin, par mauvaise nourriture,
5. la perte de sens (privatio sensuum) divisée elle-même en lunatique, idiot de naissance, vésanique, ensorcelé, mélancolique.

Les causes peuvent être très variables : le poison, la sorcellerie, l'influence astrale, une imagination pécheresse, des humeurs détraquées. Il prône des thérapies médicales donnant l'impression que beaucoup de maladies mentales peuvent être traitées avec des remèdes spécifiques.
Par exemple, la mélancolie est déjà très étudiée par les anciens grecs. Pour Galien, la maladie est due à un excès de bile-noire (ou atrabile) qui doit être traitée en éliminant cette pléthore. Paracelse en prend le contre-pied, en assurant que la théorie de Galien est une ineptie, qu'il n'est pas nécessaire d'évacuer l'atrabile mais qu'il suffit de recourir à des « médicaments qui provoquent le rire ».
Pour cela, il dispose de quintessences « qui rendent l'humeur joyeuse, qui chassent toute tristesse », comme aurum potabile, manna maris, etc., ou à base de haschich. Les remèdes de Paracelse prétendent avoir un pouvoir que nous nommerions aujourd'hui psychopharmacologique. Mais il y a loin de l'intention à l'efficacité réelle, remarque Jean Starobinski. Remarquons par ailleurs, qu'il traite la tristesse par son contraire le rire et non pas le semblable par le semblable.

##### Maladies astrales
Paracelse attribue le cas des égarés qu'il appelle ebriecatum (de ebrius, ebriacus ivre) à une influence astrale, le « vin des astres » :
« Il s'abrutit, il devient têtu comme un âne. Il est un de ces obstinés qui sont incapables d'apprécier la juste mesure des choses.[…] La fausse sagesse s'insinue dans le cerveau comme le vin qui monte à la tête. Les astres ont leurs vignes. Quiconque boit leur vin, est obnubilé par leur sagesse folle. […] Le vin des astres produit les mêmes effets que le vin de la terre. (Grande Astronomie, p. 156) »
Le Vinum Olympi (vin de l'Olympe) doit donc être bu avec modération. Parmi ceux qui s'y adonnent trop, on trouve dit-il, des « théologiens, prêcheurs, juristes, révolutionnaires (rabulist), médecins érudits ou empiristes, soldats, joueurs ». L'ivrogne astral, est si éloigné de la vérité et si persuadé de sa sagesse, qu'il est inévitablement populaire et donc dangereux. Paracelse classe ainsi parmi les aliénés, tous les vaniteux, imbus d'eux-mêmes, dont Érasme avait fait une satire mordante dans Éloge de la Folie (1511).
Paracelse distingue donc:
1. ebrieta mania : ceux qui interprètent les Saintes Écritures de façon insensée,
2. ebrieta phrenesia : les agités qui présentent des moments de colère et de rage,
3. ebrieta phantasmata : ceux qui ont des attitudes et des comportements étranges,
4. imaginatio inebriata : ceux qui se surmènent en proie à leurs fantaisies,
5. inebriata imutatio : ceux qui s'enferment sur eux-mêmes sans pouvoir communiquer avec autrui.

Selon Midelfort, Paracelse peut apparaitre de nos jours comme un maitre de confusions, ou au mieux comme un maître en paradoxes, mais dans le cadre de son époque, sa prétention d'être le plus original et le meilleur psychiatre théologien de son temps pourrait être assez juste.

## Religion de Paracelse
Selon Alexandre Koyré, on trouve dans l'abondante littérature consacrée à Paracelse, une foule d'opinions divergentes sur ce qu'il a été ou pas :
Un hériter attardé de la mystique du Moyen Age, un « gothique » ? Un cabaliste panthéiste, adepte d'un vague néo-platonisme stoïcisant et de la magie naturelle ? Un esprit profondément chrétien qui aurait tenté une « réformation » […] ? Ou enfin, un chrétien qui, malgré toutes ses opinions souvent hétérédoxes ou même hérétiques serait resté fidèle à son Église et aurait finalement préfèré le catholicisme aux nouvelles Églises protestantes ?
Selon Koyré, la pensée de Paracelse n'est plus la nôtre, et pour l'aborder il faudrait oublier ce que nous savons ou croyons savoir. Sans cette précaution indispensable, on cherche dans Paracelse des réponses à des questions qu'il ne se posait pas, soit pour en faire un « précurseur », soit pour l'enfermer dans des problèmes modernes, inconnus en son temps.

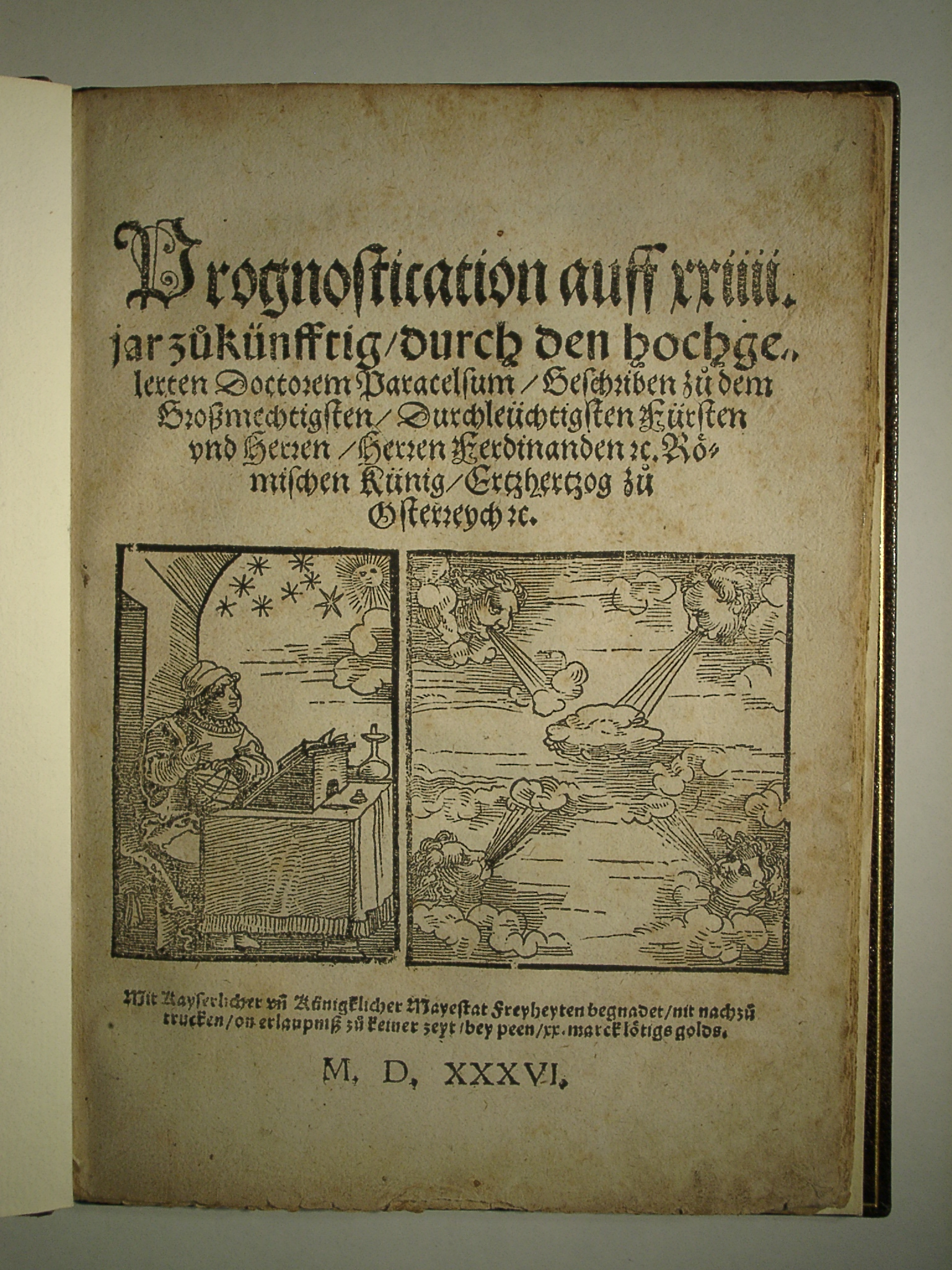
Page de titre des Prophéties pour les 24 années à venir (1536).

Paracelse reçoit une formation catholique, mais il est plus attiré par la foi populaire des paysans et des mineurs qui l'entourent que par la tradition scolastique. Ses sentiments religieux penchent vers une Réforme, et il est probablement influencé par Sébastien Franck (1499-1543) et Caspar Schwenckfeldt (1490-1561).
Paracelse a été appelé « le Luther des médecins », mais il n'accepte pas l'insistance de Luther à vouloir créer une nouvelle Église et de nouveaux dogmes pour remplacer l'Église Catholique. Il souhaite une religion épurée, sans dogmes et sans rites : la connaissance spirituelle et la présence de Dieu se trouvent dans le Livre de la nature (l'œuvre de Dieu) plus que dans les mots des textes révélés,.
Comme beaucoup de ses contemporains, il pressent un changement imminent du monde. Dans son utopie Prophéties pour les 24 années à venir (1536) (il s'agit en fait de périodes occultes où 24 peut signifier aussi bien 42, 240 ou 420 ans), il annonce la venue de l'Antéchrist, sa défaite, et l'avènement d'un Royaume divin unifié (une nouvelle Jérusalem ou une nouvelle Hébron).
Paracelse pointe le caractère essentiellement païen du galénisme qui écarte Dieu de la maladie. Avec son concept de ens Dei, il intègre la présence de Dieu dans la maladie et les remèdes. Toute maladie est un purgatoire et c'est Dieu qui met fin à la maladie. L'art médical étant que le médecin amène son malade au bon moment déterminé par Dieu.
Paracelse est à la recherche d'une nouvelle médecine acceptable par le christianisme. Homme de son siècle, il souhaite le retour à un christianisme d'origine, débarrassé des compromis avec le paganisme (compromis nécessaires selon les Pères de l'Église pour assurer la propagation de la foi chrétienne).
Le Christ est le médecin suprême. La foi est la nourriture qui amène la résurrection. Entre l'homme et Dieu, Paracelse ne veut aucun intermédiaire. C'est l'amour de Dieu et des hommes qui fonde la médecine et c'est la foi qui sauve l'homme de la maladie, la médecine n'étant nécessaire que parce que la foi est faible ou insuffisante.

## Devenir du paracelsisme

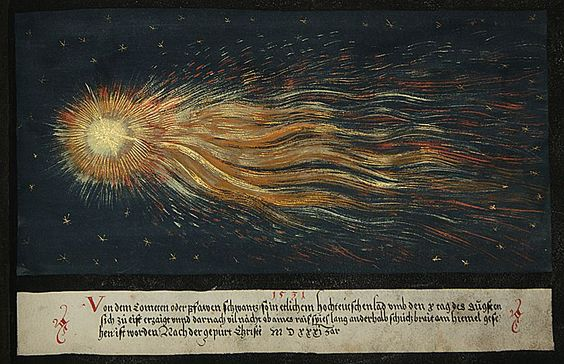
« la queue de la comète, apparue la première fois en Allemagne, vers le 10 août 1531, visible plusieurs nuits, plus longue qu'un plant de riz et large d'un pied et demi » (', vers 1552).

Si Paracelse écrit beaucoup, il publie peu de son vivant, en n'ayant guère de disciples, parmi eux Jean Oporin (1507-1568) qui fut son jeune assistant à Bâle pendant quatre ans(vers 1526-1530). Durant sa vie, Paracelse est surtout connu pour ses prophéties (publiées en 1536) et autres discussions portant sur des présages tels que le passage d'une comète en 1531 (reconnue plus tard comme la comète de Halley). Sa nouvelle médecine n'est connue que par un très petit nombre de personnes : les malades qu'il soigne, et les médecins locaux qui le rejettent.
Ce n'est qu'après sa mort, à partir de 1550, qu'un nombre croissant de ses manuscrits sont publiés. L’année 1567 voit la publication de treize ouvrages concernant l’alchimie et le paracelsisme, à Anvers, Paris, Strasbourg, Lyon, Cologne et Zurich. Elle marque le début de ce qui a été appelé le « renouveau paracelsien », par Lynn Thorndike (1882-1965) en 1941.
Grâce à l'imprimerie, l'œuvre médicale de Paracelse se diffuse rapidement, mais là encore, peu de personnes pouvaient la comprendre sans une bonne introduction. Celle-ci est le fait d'un de ses premiers disciples, le danois Petrus Severinus (1540-1602) qui, avec son Idea Medicinæ Philosophicæ (1571) , montre clairement que la nouvelle médecine de Paracelse s'oppose au galénisme et qu'elle doit le remplacer.
Cette nouvelle médecine ouvre la voie à une notion parfaitement étrangère aux conceptions aristotéliciennes : l'analyse alchimique de la matière. La théorie paracelsienne des trois Principes offre une alternative opératoire aux spéculations d'Aristote, c'est la première version de ce que les historiens des sciences appellent « philosophie chimique » : une théorie selon laquelle la transformation chimique est la relation intime entre un corps et ses dérivés avec l'idée de « permanence substancielle » des composants, ce qui s'applique aussi bien aux remèdes à base de plantes ou de minéraux (passage de l'alchimie à l'iatrochimie).
Vers la fin du XVIe siècle, ce sujet enflamme toute l'Europe, sous des formes différentes selon la situation politique et religieuse de chaque pays. Ces débats agitent les médecins humanistes, partagés en trois grands courants : deux courants violemment opposés (les paracelsiens et les galénistes) et un troisième courant à la recherche d'un compromis.

### Attaques contre le paracelsisme
Une figure de proue du mouvement antiparacelsien est le médecin impérial allemand, Johann Crato von Krafftheim (de) (1519-1585), qui traite les paracelsiens de fanatiques soutenant que la science médicale ne peut provenir que d'une illumination divine.
Cependant l'ouvrage de référence des opposants à Paracelse, pendant des décennies, est Disputationes de medicinia nova Philippi Paracelsi de Thomas Erastus (1524-1583), un gros ouvrage en quatre volumes. Erastus refuse d'assimiler la Création à une séparation chimique, et de s'écarter du galénisme. Il réclame la peine de mort pour les paracelsiens en les assimilant à des hérétiques et des charlatans, qu'il présente comme des empoisonneurs et des magiciens alliés au Diable. Ces propos sont repris par la plupart des universités de médecine et les collèges municipaux de médecins, à l'exception de la Faculté de Montpellier et de quelques universités et villes allemandes,.
Cette diabolisation peut s'expliquer par la faiblesse du monde universitaire du XVIe siècle : l'Université n'a pas la place et le rôle qu'elle aura à partir du XIXe siècle. Les médecins d'origine universitaire n'ont pas le contrôle ou le monopole des soins. Les iatrochimistes ne sont qu'une catégorie de soignants parmi un ensemble disparate de concurrents (gens du peuple, personnes charitables, membres du clergé, astrologues, herboristes, guérisseurs et empiriques en tout genre…).
Dès lors, la survie et l'essor des paracelsiens sont liés à la faiblesse de l'Université par rapport au pouvoir politique, celui qui accorde protection et faveurs. En termes d'argent, de prestige et d'influence, être médecin à la Cour l'emportait de loin sur un poste de professeur universitaire. Le paracelsisme va donc évoluer selon les différents contextes politiques consécutifs à la Réforme protestante.

### Recherches d'un compromis
Le paracelsisme initial n'a pas été une doctrine fixée et cohérente. Elle finit par se différencier en deux modèles différents : l'un qui continue d'intégrer les opérations chimiques dans une cosmologie religieuse ou morale, l'autre qui s'en tient aux applications pratiques des remèdes chimiques.
En dépit de leur opposition à Paracelse, un certain nombre de médecins humanistes, reconnaissaient l'intérêt de nombreux remèdes paracelsiens venant du monde minéral, à condition d'être préparés par des procédures (al)chimiques, c'est-à-dire selon une iatrochimie plus ou moins libérée de la cosmologie paracelsienne.
Un lent processus de séparation entre alchimie et chimie se met en place. Guy de La Brosse (1586-1641) oppose dans son traité de 1628, la chimie procédant par la raison et l'expérience et l'alchimie, procédant par analogie, « par figures inexplicables, par métaphores ».
Les principaux représentants d'une conciliation entre Galien, Aristote et Paracelse sont les allemands Gonthier d'Andernach (1505-1575) et Andreas Libavius (1555-1616) et l'anglais John Cotta (en) (1575-1650). Le débat se poursuit jusqu'au XVIIIe siècle avec un lent déclin du galénisme, et une mise à l'écart de l'iatrochimie mystique au cours du XVIIe siècle,.

### Selon les pays
En Europe, les paracelsiens demandent une réforme universitaire pour remplacer radicalement l'ancienne médecine par la nouvelle. Aucune université n'a accepté cette transformation totale et complète souhaitée, mais les paracelsiens obtiennent des succès locaux par la mise en place de cours de chimie, ce qui était une reconnaissance de la valeur pratique des remèdes chimiques. À partir de la fin du XVIe siècle, ce processus est progressivement accepté, les médecins paracelsiens parvenant à des positions importantes dans les cours royales ou princières d'Europe,.
Au XVIIe siècle, la philosophie naturelle scolastique est de plus en plus contestée. Le médecin flamand Jean-Baptiste van Helmont (1579-1644) influence l'évolution de l'alchimie paracelsienne de façon déterminante. Il rejete la correspondance macrocosme-microcosme et remplaçe les trois Principes par une nouvelle théorie vitaliste de la matière, basée sur le dualisme acide-alcali et le processus de fermentation. Dans toute l'Europe, l'iatrochimie de Van Helmont supplante la doctrine de Paracelse dans son rôle de concurrente de la médecine galénique académique.

#### France

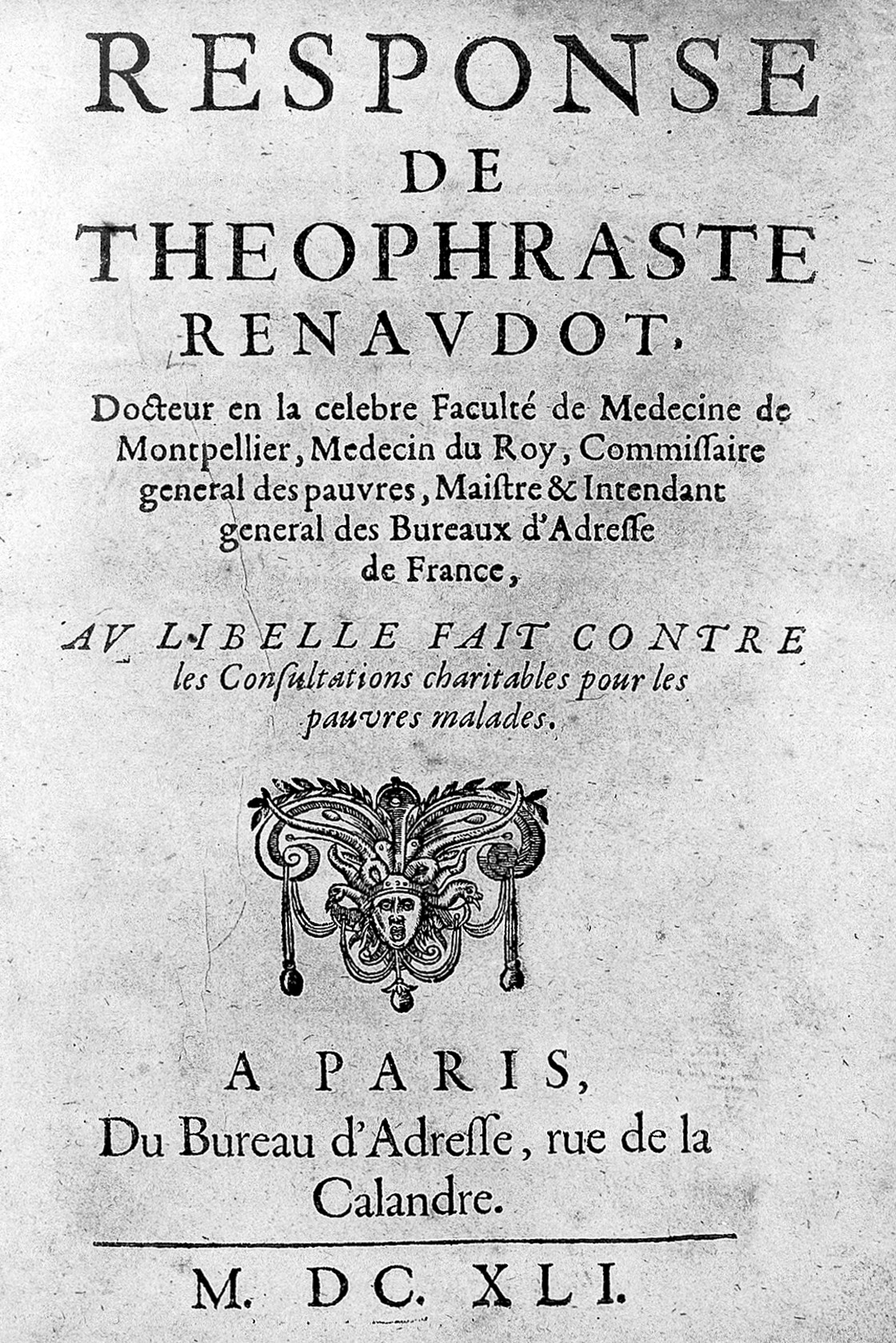
Réponse au libelle contre les consultations charitables pour les pauvres malades (1641) de Théophraste Renaudot.

En France, les médecins qui soutiennent la nouvelle médecine chimique sont des protestants, protégés par le roi Henri IV. Le principal représentant est ici Joseph du Chesne (1546-1609) qui défend une voie moyenne de conciliation entre la tradition hippocrato-galéniste et les innovations les plus intéressantes du paracelsisme.
Ici l'exemple français est l'llustration du fait que le paracelsisme se situe apparemment aux deux extrêmes du spectre politique : d'un côté, les médecins de cour royale (qui defendent le paracelsisme chimique sans radicalisme social et dans leur propre intérêt - par exemple en créant une administration du thermalisme -), de l'autre, des réformateurs sociaux ou philanthropes comme Théophraste Renaudot (1586-1653) qui donne des conseils médicaux gratuits en recommandant l'usage de remèdes chimiques. Le point commun de ces paracelsiens parait être la religion : ils sont protestants en général, et calvinistes en particulier.
Les premiers cours de chimie semblent avoir été ceux de l'apothicaire Jean Béguin (1550-1620) à la fin du XVIe siècle. Ils furent publiés en latin sous le nom de Tyrocinium chymicum à Paris en 1612. Une traduction en français parut en 1615, sous le titre des Éléments de chymie. Les cours de chimie se poursuivent au Jardin des Plantes à partir de 1648.
La faculté de Paris était alors le centre de l'humanisme médical, où l'on redécouvrait les textes grecs originaux de Galien, considérés comme la pierre de touche du savoir médical. Une série de violentes querelles opposent les tenants du galénisme de la Faculté et les médecins et apothicaires chimistes. La faculté de Paris remporte des victoires temporaires par divers interdits difficiles à appliquer, jusqu'à la reconnaissance en 1666, par la faculté elle-même, de l'antimoine comme remède chimique, ce qui met pratiquement fin à l'opposition aux remèdes chimiques.
Une chaire de pharmacie chimique est créée à la Faculté de Montpellier en 1673, et à celle de Paris en 1696.

#### Angleterre
Les premiers partisans anglais de Paracelse sont Thomas Moffet qui défend les remèdes chimiques en 1584 ; Robert Bostocke qui, en 1585 fait un parallèle entre Paracelse, Copernic, Calvin et Luther pour le retour à la vérité divine en médecine, philosophie naturelle et théologie ; et enfin Thomas Tymme (en) traducteur de Joseph du Chesne en 1605. En 1606, l'arrivée d'un exilé de France, Turquet de Mayenne (1573-1655), renforce le courant paracelsien, notamment avec la publication d'une première pharmacopée officielle : la Pharmacopeia Londinensis de 1618 qui inclut des remèdes chimiques.
Lors de la guerre civile anglaise, les réformateurs anglais à la recherche d'un nouveau modèle médical remplaçant le galénisme, donnent la préférence à Paracelse, non seulement pour sa médecine « iatrochimique » mais aussi pour sa pensée religieuse et sociale. C'est surtout le cas des puritains opposés à la fois à l'Église catholique et à l'Église anglicane, comme John Webster (1610-1682) (en), Nicholas Culpeper (1616-1654) et George Starkey (1628-1665) lequel est fortement influencé par l'iatrochimie de van Helmont. Les critiques contre la médecine académique sont religieuses et sociales : le galénisme est une médecine de païens, aux remèdes coûteux pour les plus pauvres.
En 1660, malgré la restauration de Charles II, la médecine galénique ne retrouve plus son ancienne autorité, surtout après la création d'une Royal Society fondée sur une philosophie naturelle expérimentale.

#### Allemagne
Les principaux foyers de la médecine chimique se trouvent en Allemagne et en Suisse, selon les lignes de fractures politiques et religieuses de l'époque.
Les premiers princes allemands qui favorisent le paracelsisme sont Othon Henri du Palatinat (1502-1559) qui, dès 1540, collectionne les manuscrits de Paracelse, sources de futures éditions imprimées ; Rodolphe II (1552-1612) soutient des paracelsiens comme les Martin Ruland, Martin Ruland le Vieux (en) (1532-1602) et Martin Ruland le Jeune (en) (1569-1611) ; Christian Ier d'Anhalt-Bernbourg(1568-1630) a pour médecin personnel le paracelsien Oswald Croll (1560-1609) ; Maurice de Hesse-Cassel (1572-1632) qui pratique lui-même dans son propre laboratoire, fonde la première chaire d'iatrochimie à l'université de Marbourg en 1609, en établissant la même année un Collegium chymicum dirigé par Johannes Hartmann (en) (1568-1631).
Plusieurs villes allemandes reconnaissent officiellement la médecine de Paracelse et ses remèdes chimiques vendus en apothicaireries : Nuremberg (1546), Augsbourg (1564), Cologne (1565), soit plus d'un siècle avant Paris. À la fin du XVIe siècle, sous l'influence du médecin allemand Andreas Libavius (1540-1616) qui publie son Alchemia (1597) considéré comme le premier manuel de chimie, il devient possible de rechercher des remèdes chimiques en dehors des aspects doctrinaux de Paracelse.
Au cours du XVIIe siècle, plusieurs universités d'Europe Centrale créent des chaires de chimie. Après Marbourg, suit l'université d'Iéna (1641), puis celles de Wittenberg, Helmstedt, Erfurt, Leipzig et Halle. La chimie devient donc science universitaire, non comme une science indépendante mais comme une branche de la médecine (préparation de remèdes chimiques).

#### Italie
En Italie, au XVIe siècle, la république de Venise joue un rôle prédominant en materia medica ou matière médicale, surtout après la redécouverte des travaux de Dioscoride et de Théophraste. Le représentant le plus connu de cette période est Mattioli (1501-1578). Les premières chaires de matière médicale avec établissement de jardin botanique sont créées à Padoue (1533) et à Pise (1534).

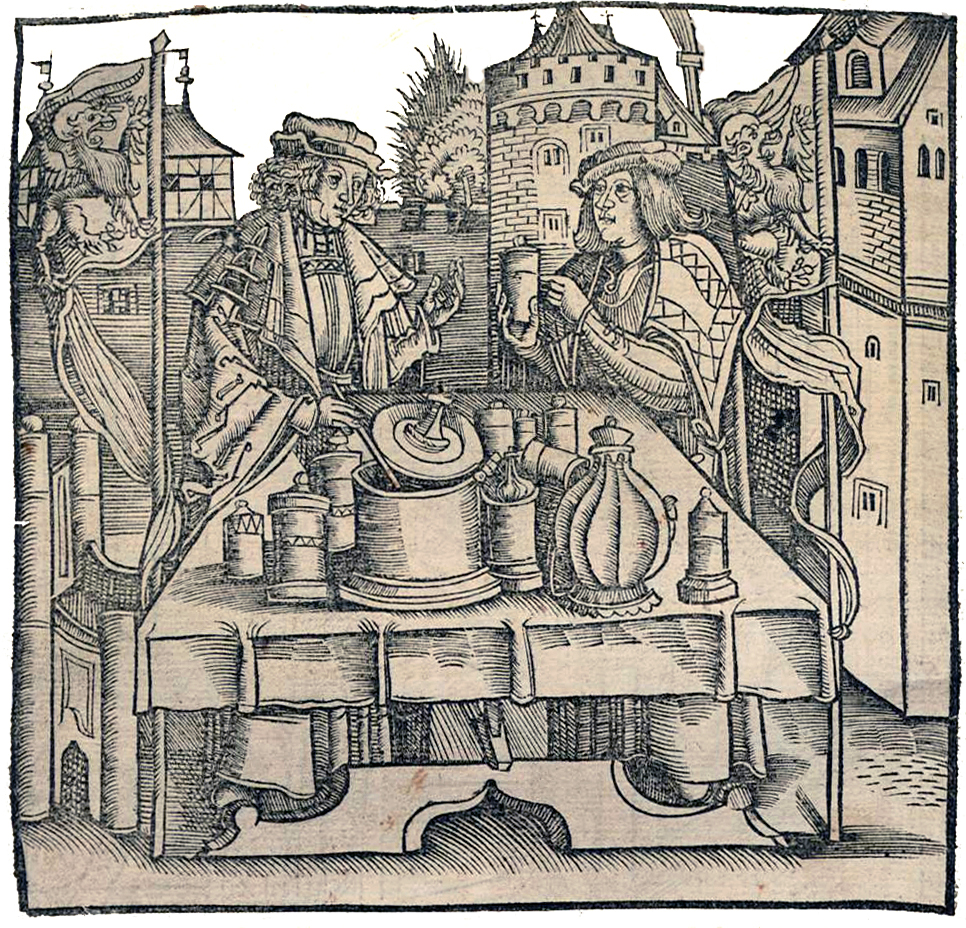
Préparation de la thériaque à Venise, un remède très coûteux. Gravure du Liber de arte distillandi de compositis (1512) de Hieronymus Brunschwig (1450-1512).

La pharmacie à Venise est un commerce hautement développé entre l'Occident et l'Orient. Il existe une coopération internationale de recherches et d'informations visant à retrouver les remèdes perdus de l'Antiquité, comme la thériaque. À cela s'ajoutent les produits du Nouveau Monde qui arrivent de l'Espagne et du Portugal. Si l'Italie est à l'avant-garde de la botanique médicale, il n'en est pas de même pour la chimie médicale.
La persistance de l'humanisme médical (c'est-à-dire l'étude des textes grecs classiques) et l'importance prestigieuse des recherches botaniques en Italie expliquent en partie les difficultés du paracelsisme. Depuis 1488, le Conseil des Dix de Venise interdit l'alchimie et les instruments alchimiques sur son territoire. Malgré ce, des alchimistes sont présents de façon marginale.
Le premier introducteur du paracelsisme en Italie est Leonardo Fioravanti (1517-1588) qui publie à Venise plusieurs ouvrages de Paracelse à partir de 1558. Ces textes sont jugés hérétiques, empreints de protestantisme et de magie, et interdits par le Saint Office en 1587. Fioravanti est fortement attaqué par les médecins de Rome, de Venise et de Milan qui l'accusent de n'être pas médecin ou de tuer ses patients. Un autre défenseur de Paracelse est Zefiriele Tommaso Bovio (1521-1609) qui proclame avoir lu 37 ouvrages de Paracelse qu'il voit comme « un géant parmi les grands hommes ». Toutefois, ces paracelsiens ne se considèrent pas comme des réformateurs, pour eux Paracelse n'est que le continuateur d'une tradition médiévale représentée par des figures respectées comme Raymond Lulle ou Arnaud de Villeneuve.
Il serait faux de penser que la chimie pharmaceutique en Italie doit tout à des praticiens marginaux plus ou moins sympathisants de Paracelse. Les remèdes minéraux (usages externe et interne) sont utilisés depuis l'Antiquité, et les médecins et apothicaires, qu'ils soient orthodoxes ou non, ont en commun la pratique de techniques de distillation. Mattioli lui-même reconnait que la distillation est une invention alchimique utile, inconnue dans l'Antiquité classique.
La pratique des distillations de substances végétales ou animales se développe dans toute l'Italie par intérêt commercial. Par ce biais, la médecine chimique parvient à une reconnaissance formelle. Vers 1642, le Collegio degli Speziali (Collège des apothicaires de Venise) introduit les nouveaux remèdes chimiques dans sa pharmacopée avec indication de leurs prix, leur donnant ainsi une place honorable et un rôle complémentaire dans le cadre de la pharmacie vénitienne.

#### Empire ottoman
L'influence du paracelsime s'étend jusqu'à l'Empire Ottoman, Salih Ibn Nasr Allah Ibn Sallum (mort en 1670), médecin d'Alep proche du sultan Mehmed IV, publie avant 1640 La nouvelle médecine chimique inventée par Paracelse. L'ouvrage est une traduction du Paragranum de Paracelse avec des abrégés de paracelsiens tels que Ostwald Crollius. Si Ibn Sallum se présente comme un adepte de Paracelse, il garde un jugement indépendant en conciliant les remèdes chimiques avec le galénisme traditionnel, notamment contre les nouvelles maladies inconnues des anciens comme la syphilis, le scorbut, la plique et la chlorose.
Ibn Sallum a été retranscrit jusqu'au XXe siècle, et de nombreux manuscrits existent dans les bibliothèques occidentales et du Moyen-Orient, ceci malgré l'interdiction en 1704 des autorités ottomanes de pratiquer la médecine chimique. L'Empire Ottoman est resté hostile à toute innovation scientifique et technologique jusqu'au début du XIXe siècle (réorganisation médicale par Clot Bey à partir de 1825).

### Aboutissements
La lumière de la nature paracelsienne ne continua à séduire que quelques philosophes sous le charme des métaphores paracelsiennes, à la recherche de « l'insaisissable mystère que notre science triomphante s'acharne à repousser » (Le Brun, préface).
Le paradoxe c'est qu'une philosophie naturelle basée sur les spéculations théologiques d'un médecin profondément chrétien de la Renaissance allait l'emporter sur celle des philosophes rationalistes de l'Antiquité pour fournir un cadre intellectuel fructueux à l'émergence de la pensée scientifique moderne. Mais le paradoxe n'est peut-être qu'apparent car si on considère l'impact de la pensée de Paracelse sur les sciences des siècles suivants, ce n'est pas toute la pensée de Paracelse qui sera retenue mais seulement quelques éléments innovants comme les médicaments chimiques en usage interne.
La chimie n'est pas l'aboutissement logique ni de la pensée de Paracelse, ni de l'évolution de l'alchimie. Elle est issue indirectement de cette histoire, par confrontation et débats avec les philosophes mécanistes qui vont l'émanciper de ses racines vitalistes. Il faudra attendre la révolution chimique de Lavoisier pour la consacrer définitivement. Cependant l'histoire de la chimie, dont l'origine est intimement liée à l'histoire de la médecine, remet en cause les histoires de la science moderne qui ne prennent en compte que les sciences physiques.

## Publications des œuvres
L'œuvre volumineuse de Paracelse n'a donné lieu qu'à très peu de publications de son vivant (16 écrits divers). À Bâle, l'imprimeur Pietro Perna tenta, en 1575, une édition complète qui aboutit en définitive à la publication de 26 ouvrages, puis en 1581 à l'Opus Chirurgicum.
Dans les années 1589-1591, le médecin paracelsien Johannes Huser (c. 1545-c. 1600) reprend l'initiative d'une publication des œuvres complètes. Pour recueillir les documents d'origine, il effectue plusieurs voyages en Bavière. Il en trouve un certain nombre à la bibliothèque du comte palatin, située à Neuburg sur le Danube. Il publie dix tomes (chez Conrad Waldkirch, à Bâle de 1589 à 1591) dont trois à contenu philosophique et sept à contenu médical, laissant de côté les ouvrages théologiques. Il fit preuve d'un véritable zèle de philologue à détecter les meilleurs manuscrits, se fondant de préférences sur les autographes, discutant, voire rejetant les attributions douteuses. Actuellement, ses textes sont toujours considérés comme fiables.
Vers 1603-1605, Lazare Zetzner fit paraître à Strasbourg pour la première fois une édition complète des œuvres de Paracelse. Il reprend les œuvres éditées par Huser chez Conrad Waldkirch en 1589-91 à Bâle, auxquelles il ajoute les textes chirurgicaux que Waldkirch n'avait pas voulu publier pour des raisons commerciales.
Ce n'est que trois siècles plus tard, qu'une nouvelle tentative de publication des œuvres complètes allait voir le jour. Elle est due au professeur d'histoire de la médecine de Leipzig, Karl Sudhoff (1835-1938). Une première série de tomes, publiés en 1922-1933, contenait les ouvrages de médecine et de philosophie naturelle. Une seconde série qui devait contenir les écrits portant sur la théologie et la philosophie religieuse, n'eut finalement qu'un seul tome. Sudhoff s'appuya en grande partie sur l'édition de Huser, y ajoutant seulement quelques écrits mineurs. Ce fut Wilhelm Matthiessen qui assura la publication du premier volume des écrits théologiques, auprès de l'éditeur Otto Wilhem Barth à Munich (1923).
Puis un théologien, Kurt Goldammer, présenta les volumes suivants, du numéro 2 à 7, de 1955 à 1986, chez Franz Steiner Verlag, suivi d'un index en 1995.
En français, aucune traduction intégrale n'existe encore à ce jour malgré de nombreuses tentatives, notamment, en 1913, de Émile-Jules Grillot de Givry, (interrompue par la mort du traducteur), en 1941 d'Armel Guerne (subvention refusée par le ministre Jérôme Carcopino).

### Éditions en langue allemande
- (de) Theophrast von Hohenheim, gen. Paracelsus, Sämtliche Werke. I. Abteilung: Medizinische, naturwissenschaftliche und philosophische Schriften, hg. von Karl Sudhoff, 14 Bände, München / Berlin 1922-1933. t. 3
- (de) Register zu Sudhoffs Paracelsus-Ausgabe. Allgemeines und Spezialregister: Personen, Orte, Pflanzen, Rezepte, Verweise auf eigene Werke, Bußler, E., 2018,  (ISBN 978-90-821760-1-8)
- (de) Theophrast von Hohenheim, gen. Paracelsus, Sämtliche Werke. II. Abteilung: Theologische und religionsphilosophische Schriften, hg. von Wilhelm Matthießen, Band 1: Philosophia magna I, München 1923.
- (de) Theophrast von Hohenheim, gen. Paracelsus, Sämtliche Werke. II. Abteilung: Theologische und religionsphilosophische Schriften, hg. von Kurt Goldammer, 7 Bände, Stuttgart 1955-1986.

Les éditions allemandes de Huser sont disponibles en 10 volumes en ligne, au Zurich Paracelsus Project HUSER. Ce site héberge en outre la base de données THEO, qui offre l'édition Huser en mode texte et est appelée à s'enrichir continuellement. Les éditions de Sudhoff se trouvent en partie là en mode texte, et en mode image à SUDHOFF ainsi que d'autres textes.

### Livres traduits en français
- Œuvres médico-chimiques ou Paradoxes. Liber paramirum, trad. de l’all. par É.-J. Grillot de Givry (1913), Milan, Archè, coll. Sebastiani, 1975, t. 1, p. 3-138. Sur les « Cinq Entités » de la maladie.
- Les sept livres de l’Archidoxe magique (Archidoxis magicae libri VII, 1526), trad. Marc Haven, Paris, Librairie du merveilleux, 1909, 168 p. lire en ligne sur Gallica. Selon W. Schneider (1982), les quatre premiers livres des Sept livres de l’Archidoxe magique (I : Des sceaux et des onguents, II : Des sceaux des douze Signes du zodiaque, III : Des troupeaux. Contre les mouches, IV : De la transmutation des métaux, et des époques) sont authentiques et datent de 1526 ; le reste (V : De la constellation du miroir magique, VI : De l’alliage des métaux, VII : Des sceaux des planètes) revient sans doute à Gérard Dorn (1570).
- Les neuf livres de l’Archidoxe (Nein Bücher Archidoxis, 1525-1526), trad. : Archidoxes de Théophraste, Dervy, 2006. Textes traduits de l'allemand par Charles Le Brun et Ruth Klemm.
- Herbarius (vers 1525), trad. Horts Hombourg et Charles Le Brun, Dervy, 1987.
- Traité des trois essences premières (Von den ersten dreien principiis, 1525-1526), trad. É.-J. Grillot de Givry, 1903, in Paracelse, Traité des trois essences premières, Le trésor des trésors des alchimistes, Discours de l’alchimie et autres écrits, Archè, Milan, 1981, p. 9-22
- De viribus membrorum (1526-1527). Sur l’alkahest (II, 6). Trad. partielle Bernard Joly, Rationalité de l’alchimie au XVIIe siècle, Vrin, 1992.
- Philosophiae tractatus quinque (Cinq traités de philosophie, 1527) : 1) Vom Unterschied der Zeit, 2) Von Gebärung und Erhaltung der vier elementischen Körper, 3) Von Fleisch und Mumia (De la chair et de la mumia), 4) Vom Unterschied der Körper und Geister, 5) Vom Schlaf und Wachen der Leiber und Geister. Trad. H. Hombourg et C. Le Brun, Quatre traités de Paracelse. Le labyrinthe des médecins errants, Cinq traités de philosophie, Le livre de la restauration, Le livre de la longue vie, Dervy, 1990.
- La Lumière physique de la Nature (1583) in : Paracelse Dorn Trithème, trad. Caroline Thuysbaert, p. 3 à 255, Éditions Beya , Grez-Doiceau, 2012, 613 pages.
- Le livre de la longue vie (De vita longa), in Quatre traités de Paracelse, trad. H. Hombourg et C. Le Brun, Dervy, 1990, 187 p.
- Les Lunatiques (De Lunaticis) - La Génération des Idiots (De Generatione Stultorum), in Les Fous, Deux traités de la Grande Philosophie, Introduction, traduction et notes de Stéphane Feye, Beya 2020 (122 p.)
- Le livre de la rénovation et de la restauration (De renovatione et restauratione und vom langen Leben, vers 1526-1528), in Quatre traités de Paracelse, Dervy, 1990, 187 p. ; Le livre de la restauration, (trad. de la version anglaise), Sartrouville, Ramuel, 1999, 39 p.
- Commentaire des aphorismes d’Hippocrate (Deutsche Kommentare zu den Aphorismen des Hippokrates, 1527), in Archidoxes de Théophraste, Dervy, 2006. Textes traduits de l'allemand par Charles Le Brun et Ruth Klemm.
- Livre des paragraphes (Liber paragraphorum, cours de médecine à Bâle en 1527), trad. partielle in Paracelse, Traité des trois essences premières, Le trésor des trésors des alchimistes, Discours de l’alchimie et autres écrits, Archè, Milan, 1981, p. 47-60.lire en ligne sur Gallica
- La petite chirurgie, autrement dite La Bertheolée (Bertheonea, sive Chirurgia minor, 1528), trad., 1623.
- Prognostication des 24 années à venir, du docteur Théophraste Paracelse (Prophéties de Paracelse, 1530 ou 1531, 1re éd. 1536, en all. et latin), 32 fig., trad., Jean-Cyrille Godefroy, 1996, 121 p. 32 figures symboliques censées représenter 32 périodes de 24 ans séparant son époque (1530) de l’an 2340.
- Paragranum où sont décrits les quatre piliers sur lesquels repose la médecine (1530), in Œuvres médicales choisies, PUF, 1968, p. 29-100. Sur les « Quatre Piliers » de la médecine. Trad. du 3e traité (alchimie) par C. de Sarcilly : Discours excellent de l'alchimie, apud Les XIV livres des paragraphes de Ph. Theoph. Paracelse Bombast, 1631, 119 p.
- Livre sur l’épilepsie (De caducis, 1530), in Œuvres médicales choisies, PUF, 1968, p. 103-140.
- Liber paramirum (Livre au-dessus des merveilles, 1531, 1re éd. 1562-1575), trad. par É.-J. Grillot de Givry : Paracelse. Œuvres médico-chimiques ou Paradoxes. 'Liber Paramirum' I et II (1913), Milan, Archè, coll. Sebastiani, 1975, t. 1 p. 139-290, et t. 2 p. 5-307 ; Œuvres complètes. Liber paramirum, Éditions traditionnelles, 1984, 338 p. Ne pas confondre avec le Volumen medicinae paramirum (1520). Livre I sur les « Trois Substances » (Mercure, Sel, Soufre) ; livre II sur les maladies du tartre ; livre III sur la matrice (gynécologie) ; livre IV sur les « maladies invisibles » (psychiques). Lire en ligne sur la BNAM
- Des maladies invisibles et de leurs causes (Die Bücher von den unsichtbaren Kranckheiten, De causis morborum invisibilium, 1532), in Œuvres médicales choisies, trad. B. Gorceix, PUF, 1968, p. 193-259 ; É.-J. Grillot de Givry, Paracelse. Œuvres médico-chimiques ou Paradoxes (1913), Milan, Archè, coll. Sebastiani, 1975, t. 2, p. 245-307. Sur les maladies imaginaires de la femme enceinte, sur les guérisons miraculeuses.
- De la maladie des montagnes [des mines] et d’autres maladies semblables (Von der Bergsucht, 1533-1534), trad. in Œuvres médicales choisies, trad. B. Gorceix, PUF, 1968, p. 141-192.
- De la peste et de ses causes et accidents (1535), trad. Pierre Hassard d'Armentiers, Anvers, 1570, 164 p.
- Le livre des nymphes, des sylphes, des pygmées, des salamandres et de tous les autres esprits (Liber de Nymphis, sylphis, pygmaeis et salamandris et de caeteris spiritibus, in Philosophia magna, 1535), trad. de l’all., Nîmes, Lacour, 1998, 308 p.
- La Grande Chirurgie (Die grosse Wundarznei, 1536), trad., Lyon, par Claude Dariot 1568, 1589 (403 p.).
- La grande astronomie, ou la philosophie des vrais sages, Philosophia Sagax. Clé de tous les mystères du grand et du petit mondes (Astronomia magna, oder die ganze Philosophia sagax der grossen und kleinen Welt, 1537, 1re éd. 1571, Francfort-sur-le-Main), trad. (partielle) de l’all. P. Deghaye, Dervy, 2000.
- Écrits de Carinthie (Kärntner Schriften, 1538) : trilogie
  - Livre sur les maladies du Tartre (Buch von den tartarischen Krankheiten).« Sous le nom de 'maladies du Tartre', il analyse la rétention des déchets qu'engendre une ingestion incomplète. ») : cf. Philippe Leroy, Des maladies du tartre selon Paracelse, Thèse de médecine, Paris 5, 1990.
  - Le Labyrinthe des médecins errants (Labyrinthus medicorum errantium, 1537-1538, 1re éd. 1955), chap. 9 : in Paracelse. De la magie, trad. Lucien Braun, Presses Universitaires de Strasbourg, 1998, p. 97-102 ; in Quatre traités de Paracelse, trad. Horst Hombourg et Charles Le Brun, Dervy, 1990.
  - Les sept défenses, réponses à quelques infamies de ses détracteurs (Septem Defensiones, 1538, 1re éd. 1955), in Œuvres médicales choisies, trad. B. Gorceix, PUF, 1968, p. 3-28. Apologie de Paracelse par lui-même, et de la nouvelle médecine.
- Les Météores (De Meteoris, 1569), Introduction, traduction du latin et de l'allemand, et notes, par Stéphane Feye, Éditions Beya, Grez-Doiceau (Belgique) 2016, (124 p.).
- Les dix Archidoxes, avec les Commentaires de Gérard Dorn, Introduction, traduction (de l'allemand et du latin) et notes par Stéphane Feye (le dixième Archidoxe étant, en réalité, Le traité sur la Vie Longue, ajouté par Dorn), d'après l'édition de Francfort 1584. Texte de Paracelse et commentaire de Dorn en vis-à-vis. (615 p.). Éditions Beya, Grez-Doiceau, mars 2018.
- Paracelse, La Grande Philosophie, Six traités (Rêves et somnambulisme - Prodiges du sang - Les Présages - Chance et malchance - La Vraie Influence - Apparitions post mortem). Sous la dir. de Stéphane Feye, trad. et notes de S. Feye et d'autres traducteurs, Éditions Beya, Grez-Doiceau, octobre 2021. (229 p.).
- Paracelse, Dix Traités philosophiques (Les sorcières et leurs œuvres - Les possédés - L'invention des arts - Les vœux inappropriés - Les secrets de la momie - La vertu imaginative - Les caractères - Les homunculus - L'autorité des saints - Les superstitions et les cérémonies). Sous la dir. de Caroline Thuysbaert et Stéphane Feye. Avec ce livre est achevée la publication en français de toute La Grande Philosophie. Éditions Beya, Grez-Doiceau, novembre 2022. (286 p.).
- Paracelse, Commentaire du Psautier de David, tome I.  Sous la direction de Rémy Dechambre, Préface de Stéphane Feye. Première traduction en français. Psaumes LXXV à XC (les commentaires des 74 premiers psaumes ont été perdus). Éditions Beya, Grez-Doiceau, Décembre 2023 (380 pp.).
- Paracelse, Commentaire du Psautier de David, tome II.  Sous la direction de Rémy Dechambre, Préface de Stéphane Feye. Première traduction en français. Psaumes XCI à CVIII. Éditions Beya, Grez-Doiceau, Février 2025 (362 pp.).

(ouvrages non datés, par ordre alphabétique)
- Livre des vers, des serpents, araignées, crapauds, cancres et taches qu’on porte de la naissance, trad. Lazare Boet, in Pierre d’Abano, Traité des venins, Lyon, 1593. Trad. in Paracelse, Traité des trois essences premières…, Archè, Milan, p. 75-94.[lire en ligne]
- Le trésor des trésors des alchimistes (Thesaurus Thesaurorum Alchimistorum), trad. Albert Poisson, Cinq traités d’alchimie des plus grands philosophes (1890). Trad. in Paracelse, Traité des trois essences premières…, Archè, Milan, 1981.

### Anthologies
- L'art d'alchimie et autres écrits de Théoph. Paracelse Bombast, tirés des traductions de ses premiers sectateurs, Presses littéraires de France, 1950 (Discours de l'alchimie = Liber Paramirum III ; Les paragraphes ; Épître du Livre des paragraphes 1527 ; Le livre du Caduc ; La petite chirurgie ; Le livre des vers, serpents, etc.).
- Œuvres médicales choisies, trad. Bernard Gorceix, Paris, PUF, 1968, 261 p. : Les sept défenses, Paragranum où sont décrits les quatre piliers sur lesquels repose la médecine, De l’épilepsie, De la maladie des montagnes [mines] et d’autres maladies semblables, Des maladies invisibles et de leurs causes.
- De l’alchimie, trad. Lucien Braun, Presses Universitaires de Strasbourg, 2000, 133 p.
- De l’astrologie, trad. Lucien Braun, Presses Universitaires de Strasbourg, 2002.
- De la magie, trad. Lucien Braun, Presses Universitaires de Strasbourg, 1998, 145 p.
- Quatre traités de Paracelse, trad. Horst Hombourg et Charles Le Brun, Dervy, 1990 : Le Labyrinthe des médecins errants, Cinq traités de philosophie, Le livre de la restauration et de la rénovation, Le livre de la longue vie.
- Évangile d'un médecin errant, textes choisis, traduits de l'alémanique et présentés par Lucien Braun, "Les Carnets spirituels", Éditions Arfuyen, Paris-Orbey, 2015.
- Ainsi parlait Paracelse, dits et maximes de vie choisis, traduits de l'alémanique et présentés par Lucien Braun, coll. "Ainsi parlait", Éditions Arfuyen, Paris-Orbey, 2016.

### Livres apocryphes: le Pseudo-Paracelse
Il y a des ouvrages authentiques, des ouvrages suspects, des ouvrages apocryphes.
- La philosophie aux Athéniens (Philosophia ad Athenienses, 1541), traité pseudo-paracelsien d'auteur inconnu (D. Kahn), in Archidoxes de Théophraste, Dervy, 2006. Textes traduits de l'allemand par Charles Le Brun et Ruth Klemm.
- L’archidoxe magique (Archidoxis magica, vers 1569) en sept livres. Selon Sudhoff, c'est un traité faussement attribué à Paracelse.
- De natura rerum (1572). Ouvrage faussement attribué à Paracelse, peut-être en partie seulement (voir les récentes recherches de Urs Leo Gantenbein, à paraître dans Ambix 2019). Le livre IX s’intitule : De signatura rerum naturalium. Édition Sudhoff t. XI, p. 309-403. Sur l’homunculus : trad. . Sur la palingénésie (résurrection d'une plante à partir de ses cendres) : résumé .
- Libellus de tinctura physicorum (1568). Trad. : Grimoires de Paracelse… De la teinture des physiciens, 1911.
- De occulta philosophia (1570). Trad. in Grimoires de Paracelse. Des nymphes, sylphes, pygmées, salamandres et autres êtres. - Des forces de l’aimant. Le ciel des philosophes. De la philosophie occulte. - Manuel de la pierre des philosophes. De la teinture des physiciens, 1911.
- La prophétie du Lion du Septentrion (1605) : voir Roland Edighoffer, Les Rose-Croix et la crise de la conscience européenne au XVIIe siècle S., Paris, Dervy, 1998, p. 211-247.
- De secretis creationis (en allemand, 1575, peut-être de Michael Toxites). Traduction française par Alexandre Feye, in: Caroline Thuysbaert (sous la direction de), PARACELSE DORN TRITHÈME, p. 439 à 507, Éditions Beya , Grez-Doiceau 2012, 629 pp.
- Liber Azoth, avec un arbre de vie kabbalistique.

## Revendications, mentions littéraires et populaires

### Revendications
Paracelse est revendiqué par de nombreux courants sur tel ou tel aspect de son œuvre.
Une tradition paracelsienne d'alchimie se poursuit en France jusqu'à la fin du XVIIIe siècle. Dans les années 1780, pour sa doctrine du magnétisme animal, Franz-Anton Mesmer (1734-1815) est accusé de plagier les travaux de Paracelse et de ses disciples. Paracelse est revendiqué par l'occultisme et divers ésotérismes du XIXe siècle.
Avec Valentin Weigel (1533-1588), Paracelse est vu comme un des fondateurs de la théosophie allemande, notamment par son influence sur Jacob Boehme (1575-1624). Il inspire aussi l'œuvre de Friedrich Schelling (1775-1854) et la période du premier romantisme allemand.

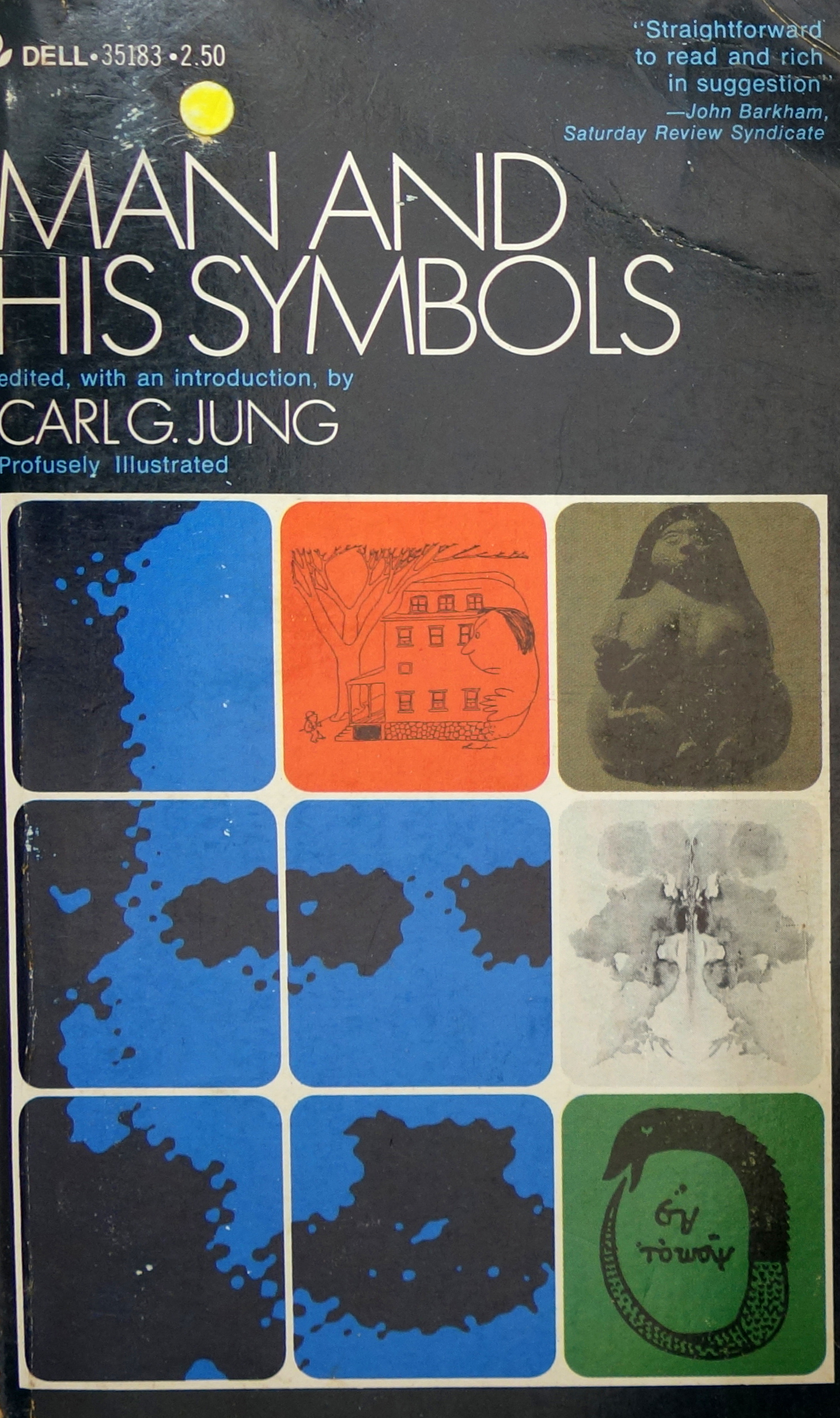
Une édition anglaise de L'Homme et ses symboles de Carl Jung.

L'influence de Paracelse sur Samuel Hahnemann (1755-1843) est controversée, mais des courants homéopathiques font de Paracelse un précurseur de l'homéopathie, à cause de son adage « les semblables guérissent les semblables ».
Carl Jung (1875-1961) voit en lui un pionnier de la psychologie de l'inconscient et de la psychothérapie, en étant fasciné par sa personnalité et ses écrits :
On ne peut pas lui rendre justice : on ne peut que le sous-estimer ou le surestimer, et pour cette raison on est toujours insatisfait de ses propres efforts pour comprendre au moins une partie de ce qu'il est.
Dans un monde déchiré après la Grande Guerre, la modernisation et l'industrialisation de la médecine réactive une critique holiste de soins jugés non-naturels ou déshumanisés. En France, en Grande-Bretagne et aux États-Unis, des courants neo-hippocratique ou naturopathique se développent sur l'idée de nature guérisseuse, et la reconstruction d'un passé médical idéalisé. En Allemagne, ce rôle est dévolu à Paracelse.
À la veille de la Seconde Guerre mondiale, sa personnalité rebelle et indomptable en fait une figure titulaire de la Suisse et de ses cantons indépendants. En Allemagne nazie, c'est une figure emblématique du nationalisme allemand qui met en avant son antijudaïsme et sa « médecine naturelle » proche du peuple pour contester l'ordre médical établi,.

### Mentions littéraires
Paracelse, auteur pratiquement inconnu avant 1566, devient rapidement le centre d'une tempête qui va au-delà du milieu médical. En 1580, Montaigne (1533-1592) s'en fait l'écho :
« Ainsi quand il se présente à nous quelque doctrine nouvelle, nous avons grande occasion de nous en défier, et de considérer qu'avant qu'elle fut produite, sa contraire était en vogue ; et comme elle a été renversée par celle-ci, il pourra naître à l'avenir une tierce invention qui choquera de même la seconde (...) Combien y-a-t-il que la médecine est au monde ? On dit qu'un nouveau venu, qu'on nomme Paracelse, change et renverse tout l'ordre des règles anciennes, et maintient que jusqu'à cette heure, elle n'a servi qu'à faire mourir les hommes. Je crois qu'il vérifiera aisément cela ; mais de mettre ma vie à l'épreuve de sa nouvelle expérience, je trouve que ce ne serait pas grande sagesse » (Les Essais, Livre II, chapitre XII, Apologie de Raymond Sebon).

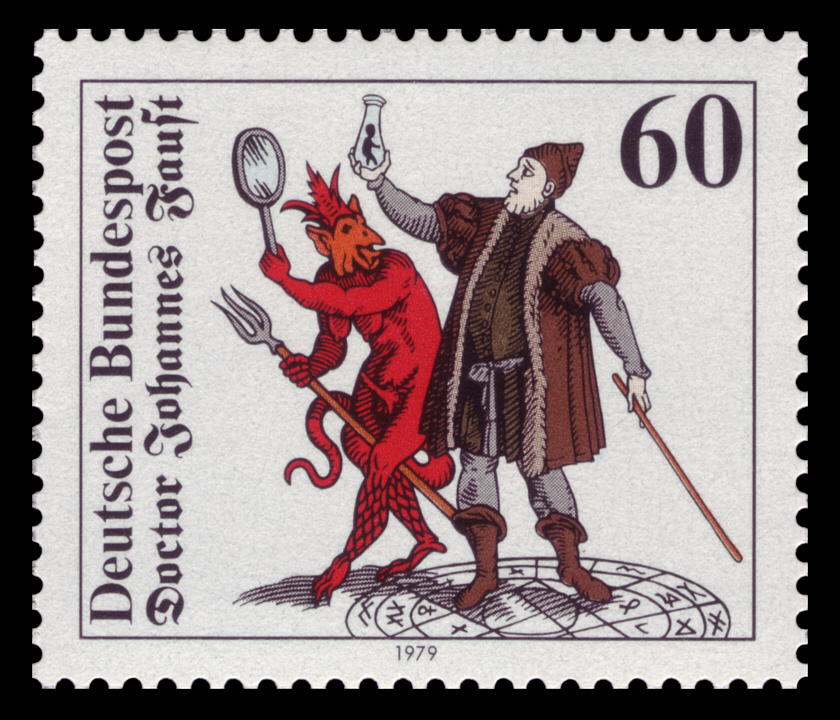
Méphistophélès auprès de Faust brandissant un homoncule. Timbre poste de la RFA (1979).

Paracelse, ayant envisagé de créer un homoncule, serait l'une des sources d'inspiration de Goethe (1749-1832) pour son Faust et de Mary Shelley (1797-1851) pour son Frankeinstein,.
Paracelsus (de) est une pièce d'Arthur Schnitzler (1862-1931) où Paracelse illustre les pouvoirs de l'hypnose et la fragilité de la vie mentale.
Il est le héros de « La Rose de Paracelse » nouvelle de Jorge Luis Borges.
Il est l’un des héros du roman Le Bal des Louves de Mireille Calmel.
Il est cité dans le roman Le Chirurgien ambulant de Wolf Serno.
Il est un personnage du roman Danse macabre (Bullington) (en) de Jesse Bullington (en), intéressé par l'art de la nécromancie.

### Mentions populaires

#### Films et séries
Paracelse (film, 1943) est un film de Georg Wilhelm Pabst (1885-1967).
Il apparaît dans la série Warehouse 13 comme un savant fou souhaitant s'octroyer l'immortalité et prêt à tout pour atteindre ses fins : faire de la science et des expérimentations scientifiques — sans bornes parfois — le fondement de ce monde.
Il est cité dans la série française de 1965 Belphégor ou le Fantôme du Louvre au sujet du métal de Paracelse.
Paracelse est le nom d'un animal magique dans la série de films Les Animaux fantastiques.

#### Mangas, sagas et BD
Dans le manga Les Mémoires de Vanitas de Jun Mochizuki, Paracelse est l'alchimiste qui tenta de modifier la structure du monde et fût à l'origine d'une catastrophe, "Babel", ayant provoqué l'apparition des vampires.
Il inspire le personnage de Van Hohenheim dans le manga et l’anime Fullmetal Alchemist. On retrouve l’analogie avec Paracelse dans l’époque de naissance, et dans le nom que l’homonculus a voulu lui donner, Theophrastus Bombastus, avant de finir par l’appeler Van Hohenheim.
Dans la saga Harry Potter, il est le sujet d’une carte de chocogrenouilles. On lui attribue également la découverte du fourchelang, la langue des serpents, utilisée principalement par des mages noirs et donc stigmatisée comme un symbole démoniaque.
Il inspire le personnage de Bombastus, savant fou aussi inventif qu’agaçant apparaissant dans la série de bandes dessinées De cape et de crocs.
Il est cité, ainsi que ses œuvres, Philosophia sagax et Archidoxes, par Corto Maltese et le Pr Jeremiah Steiner, au début des Helvétiques d’Hugo Pratt, durant leur voyage vers Montagnola (Tessin, Suisse) pour rendre visite à Hermann Hesse.

#### Divers
Il est un servant de classe Caster dans le jeu mobile Fate/Grand Order.
« Paracelse » est le titre d'une chanson du groupe de speed metal français ADX, sortie sur l'album Ultimatum.

## Honneurs
Le cratère lunaire Paracelsus et l'astéroïde (2239) Paracelse sont nommés en son honneur.

### Utilisée pour cet article
- (en) Allen G. Debus, The Chemical Philosophy, Paracelsian Science and Medicine in the Sixteenth and Seventeenth Centuries, New-York, Dover Publications, 1977, 610 p. (ISBN 0-486-42175-9, lire en ligne)
- (en) Allen G. Debus, The French Paracelsians, Cambridge University Press, 1991, (ISBN 0-521-40049-X).
- Allen G. Debus, « La médecine chimique », dans Mirko D. Grmek (dir.), Histoire de la pensée médicale en Occident, 2 De La Renaissance aux Lumières, Paris, Seuil, 1997, 376 p. (ISBN 978-2-02-115707-9), p. 37-59.
- Didier Kahn, Le Fixe et le volatil. Chimie et alchimie, de Paracelse à Lavoisier, Paris, CNRS Editions, 2016.
- Alexandre Koyré, Paracelse (1493-1541), Paris, Allia, 1997, 97 p. (ISBN 2-911188-35-7, lire en ligne), réédition de Alexandre Koyré : « Paracelse » in Mystiques, spirituels, alchimistes du XVIe siècle allemand (1953), Paris, Gallimard, 1970  (ISBN 2-07-035233-1).
- Charles Le Brun, Une lumière pour notre temps : Paracelse - Éditions Arma Artis, mars 2011, 113 pages
- (en) Brian Vickers (dir.), Occult & Scientific Mentalities in the Renaissance, Cambridge, Cambrige University Press, 1984, 408 p. (ISBN 0-521-25879-0).
- (en) Andrew Wear, The Western Medical Tradition, 800 BC to AD 1800, Cambridge (GB), Cambridge University Press, 1995, 556 p. (ISBN 0-521-38135-5), chap. 6 (« Medicine in Early Modern Europe 1500-1700 »), p. 215-361.

### Autre
- Ernst Bloch (trad. Pierre Kamnitzer), La philosophie de la Renaissance, Paris, Payot & Rivages, coll. « Petite Bibliothèque Payot », 2007, 218 p. (ISBN 978-2-228-90162-8 et 2-228-90162-8)
- Lucien Braun, Paracelse (1988), Lausanne, Lucerne - Éd. R. Coeckelberghs, 1988 ; puis avec préface de Roland Edighoffer, Genève, Slatkine, 1994, XIII-252 p.  (ISBN 2-05-100962-7).
- Lucien Braun, Paracelse, collection « Fleuron », Éditions Slatkine, 1994.
- Gérard Dorn, Fascicule de médecine paracelsique - Dictionnaire des termes paracelsiques (trad. Caroline Thusbaert), Beya 2019 (257 p.).
- Antoine Faivre et Frédéric Tristan (éd.), Paracelse, Albin Michel, Cahiers de l’hermétisme, 1980, 280 p.  (ISBN 2-226-01036-X).
- Jean-Pierre Fussler, Les idées éthiques, sociales et politiques de Paracelse (1493-1541) et leur fondement, Association des publications près les universités de Strasbourg, 1986, 336 p.
- Stéphane Feye (éd.), Défenseurs du paracelsisme : Dorn, Duclo, Duval, Éditions Beya, Grez-Doiceau 2013, 268 pages. Contient : Gérard Dorn, L’Avertissement à Éraste ; Gaston Duclo, L’Apologie de l’argyropée et de la chrysopée contre Thomas Éraste ; Robert Duval, La Vérité et l’ancienneté de l’art chimique.
- Maurice de Gandillac, La philosophie de la Renaissance, in Histoire de la philosophie, Gallimard, « Pléiade », t. II, 1973, p. 137-156.
- P. Genève, Paracelse (1493-1541), mage et médecin Texte intégral
- (en). Goodrick-Clarke, Paracelsus: Essential Readings, North Atlantic Books, Berkeley, Calif., c1999,  (ISBN 978-1-55643-316-0 et 1-55643-316-6) Extraits
- J. S. Gravenstein, Paracelsus and His Contributions to Anesthesia, Anesthesiology, November/December 1965 - Volume 26, Issue 6, 805-11 Texte (en) disponible en pdf
- Armel Guerne, Conseils pour une traduction des œuvres complètes de Paracelse, Introduction de Charles Le Brun, in : Paracelse, La Grande Philosophie, Six Traités (p. 13 à 35). Éditions Beya, Grez-Doiceau, 2021 (229 p.).
- Carl Gustav Jung, Synchronicité et Paracelsica (conférences sur Paracelse de 1929 et 1941), trad. de l’allemand par Claude Maillard et Christine Pflieger-Maillard, Albin Michel,
- Walter Pagel, Paracelse. Introduction à la médecine philosophique de la Renaissance (1958), trad. de l’anglais par Michel Deutsch, Arthaud, 1963, 405 p.
- Walter Pagel, Paracelse, Arthaud, Paris, 1963 (traduction française).
- (en) Walter Pagel, Paracelsus and Techellus the Jew, Bull Hist Med. 1960 May-Jun ; 34:274–277.
- (en) Walter Pagel, « Paracelsus and the neoplatonic and gnostic tradition », Ambix, Volume 8, Number 3, October 1960 , p. 125-166(42).DOI 10.1179/000269860791545035 Texte intégral
- Patrick Rivière, La médecine de Paracelse, éditions Traditionnelles, Paris, 2004, 280 pages.
- Patrick Rivière, Paracelse ou la lumière de la nature, éditions Philos, Paris, 2008, 360 pages.
- Albert-Marie Schmidt, Paracelse, ou la force qui va, Plon, 1967, 192 p.
- (en) L. H. Steiner, Paracelsus and his influence on chemistry and medicine, Kieffer and Co., Chambersburg, 1853, Texte intégral
- Anna M. Stoddart, la vie de Paracelse, lire en ligne sur la BNAM
- (en) Anna M. Stoddart, Life of Paracelsus , Kessinger, Whitefish, 2003 - 336 pages, Extraits
- Caroline Thuysbaert (sous la dir. de), Paracelse Dorn Trithème, traduction française et présentation de différents traités latins ou allemands, Éditions Beya, Grez-Doiceau, 2012, 613 p.
- Caroline Thuysbaert (intr. et trad. de), Fascicule de Médecine et Dictionnaire des termes paracelsiques, d'après Gérard Dorn. Éditions Beya, Grez-Doiceau 2019, 257 p.  (ISBN 978-2930729-13-8).